# Samaritains
Vous lisez un « article de qualité » labellisé en 2007.
Pour les articles homonymes, voir Samaritain (homonymie).
Les Samaritains sont une communauté religieuse très ancienne vivant aujourd'hui encore en Palestine et en Israël. Les Samaritains sont l'une des plus petites communautés religieuses du monde, puisqu'ils étaient 874 en 2022, contre 712 en 2007.
Leur religion, parfois appelée samaritanisme, est l'une des plus anciennes branches du judaïsme, séparée de ce qui deviendra le judaïsme orthodoxe entre le VIe et le IVe siècle av. J.-C. Elle est fondée sur le Pentateuque samaritain, les Samaritains refusant les livres des prophètes et les livres hagiographes, qui sont postérieurs au Pentateuque de la Bible hébraïque. Les Samaritains ne prennent pas non plus en compte la tradition orale formant le Talmud. Apparus avant le développement du judaïsme rabbinique, ils n'ont pas de rabbins.
Ils sont dotés d'une histoire écrite, attestée au Ier millénaire av. J.-C. en Samarie, région qu'ils ont dominée jusqu'au VIe siècle.

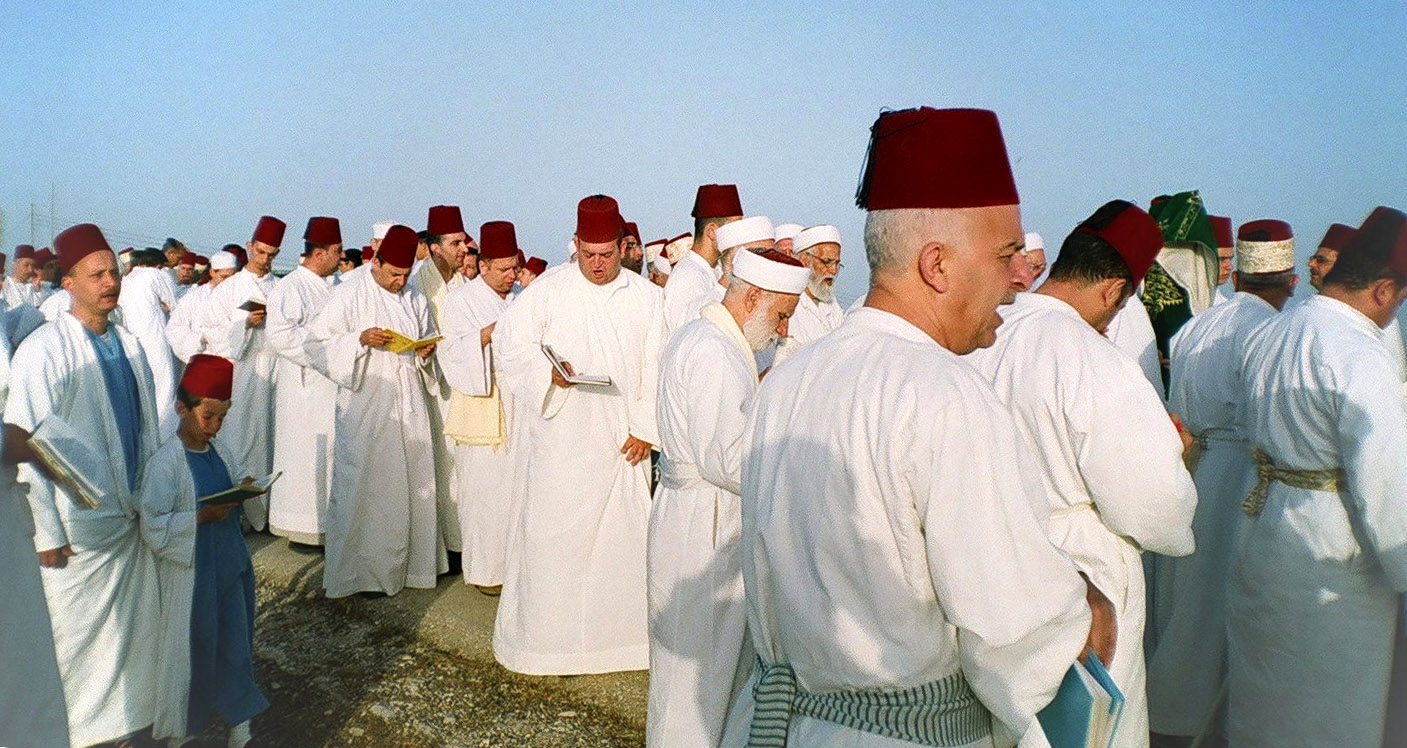
Samaritains sur le mont Garizim, en 2006.

## Philologie
L'autoethnonyme des Samaritains est Shamerim (שַמֶרִים, du verbe hébraïque lishmor, « garder » ou « ceux qui gardent »), mot qui signifie « les observants ». Ils emploient parfois une formule récente « Israélites-Samaritains ».
En hébreu moderne, ils sont appelés Shomronim (שומרונים), c'est-à-dire « ceux de Shomron » (la Samarie).
En grec ancien, langue des évangiles, ils sont appelés Σαμαρῖται (Samarîtai), notamment dans la parabole du bon Samaritain (Évangile selon Luc, 10:25-37).

## Origines
Les Israélites des environs de l'an 1000 av. J.-C. vivaient, semble-t-il, sur les hautes terres se trouvant à l'ouest du Jourdain, et un peu au-delà, sur le territoire de l'actuelle Jordanie. D'après la Bible, ils auraient été divisés en douze tribus plus ou moins rivales, puis unifiés vers l'an 1000 av. J.-C. par le roi Saül, puis par le roi David, et son fils Salomon.
Après la mort de Salomon, vers 930 av. J.-C., les dix tribus du Nord auraient fait sécession et formé le royaume d'Israël, ou « royaume de Samarie », du nom de la ville qui devient sa capitale au IXe siècle av. J.-C. Ce royaume est alors devenu le voisin et parfois l'adversaire du royaume de Juda au Sud, autour de Jérusalem.

### Les deux royaumes israélites
Le royaume de Samarie et le royaume de Juda se sont définis de façon ambiguë l'un par rapport à l'autre. Ils faisaient partie d'une même communauté religieuse israélite, mais ils étaient aussi en concurrence territoriale, politique et finalement religieuse. On peut lire dans cette concurrence l'origine des Samaritains.[réf. nécessaire]     (La Bible 2 Rois chapitre 17 versets à 24)

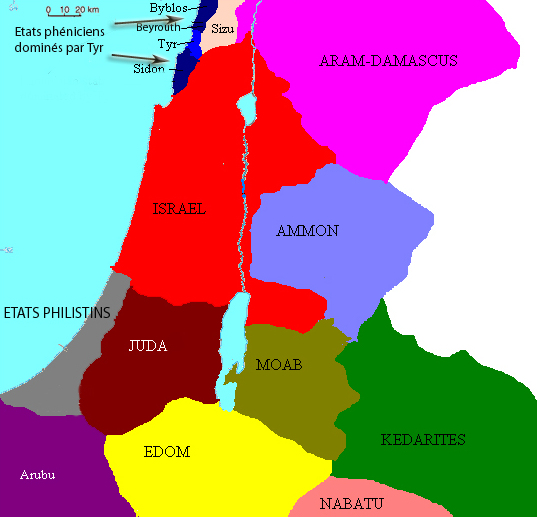
Frontières estimées des États du Levant vers 800 av. J.-C.

Dans un contexte où religion et politique ne sont pas séparées, le contrôle de la religion est un aspect important du contrôle du pouvoir ; aussi des lieux de culte respectifs ont été mis en place par les deux royaumes. Celui de Juda a été installé à Jérusalem, tandis que le royaume de Samarie en installait plusieurs, les deux principaux étant situés « aux extrémités nord et sud du royaume, à Béthel et à Dan ». Dans les premiers siècles, cette diversité des temples n'a cependant pas semblé poser trop de problèmes, et n'a en tout cas pas entraîné de schisme officiel. Il faut rappeler que, jusqu'aux alentours de l'an mille avant Jésus-Christ, il n'y avait pas, d'après la Bible, de lieux de culte permanents et fixes. Le prophète Samuel est ainsi un prêtre du sanctuaire de Silo. C'était la traduction d'une absence de centralisation historique remontant à l'existence de tribus séparées. Avec la structuration en royaumes, la concurrence a commencé à se faire sentir, et chaque lieu de culte a été progressivement mis en avant par le royaume qui le gérait.
La Bible « nous dépeint immanquablement les tribus du Nord […] désespérément enclines au péché ». Les temples de Samarie sont accusés d'avoir été ouverts aux rites païens, et de n'être pas vraiment israélites :
« Les enfants d'Israël firent en secret, contre l'Éternel leur Dieu, des choses qui ne sont pas bien. Ils se bâtirent des hauts lieux […]. Ils se dressèrent des statues et des idoles sur toute colline élevée […]. Ils fabriquèrent des idoles d'Astarté, ils se prosternèrent devant toute l'armée des cieux, et ils servirent Baal. Ils firent passer par le feu leurs fils et leurs filles. »

Les livres historiques de la Bible concernant les périodes avant la destruction du premier Temple en 586 av. J.-C., appelée généralement « histoire deutéronomiste », sont datés du règne de Josias (639 à 609 av. J.-C.), ou de la période suivant son règne, après la destruction de Samarie, mais intègrent des sources plus anciennes, pour certaines nordistes (comme les prophètes Amos ou Osée). 
«  L'historien deutéronomiste transmet à ses lecteurs un double message, plutôt contradictoire. D'un côté, il dépeint Juda et Israël [Samarie] comme deux États jumeaux. De l'autre, il les décrit comme férocement antagonistes. Josias ambitionne de s'étendre au Nord. […] La Bible, à l'appui de son ambition, répète donc à satiété […] que sa population est composée d'israélites qui auraient dû accomplir leurs dévotions à Jérusalem […]. La Bible se devait d'ôter toute légitimité aux cultes nordistes — principalement celui du sanctuaire de Béthel — et de montrer que les traditions religieuses du royaume du Nord étaient impies ». « Violence, idolâtrie, cupidité caractérisent le portrait peu édifiant du royaume nordiste d'Israël que nous brossent les deux Livres des Rois »
Il est impossible de savoir si toutes ces accusations sont fondées, mais elles montrent une forte hostilité envers le royaume et les pratiques religieuses du nord, bien avant l'apparition « officielle » des Samaritains.

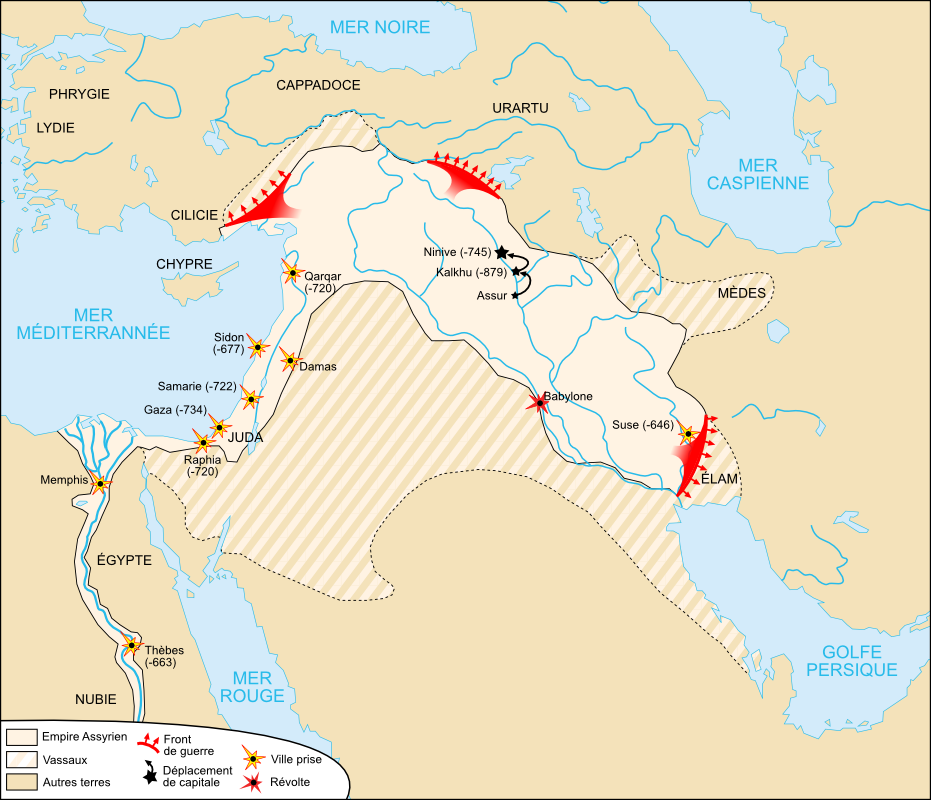
Carte de la région après l'expansion assyrienne. La Samarie et Juda font partie de l'empire, Juda avec un statut de vassal et non de simple province.

Le royaume de Samarie a été envahi et détruit par l'Assyrie en 722 avant notre ère, qui en a fait une de ses provinces. Le royaume de Juda accepta par contre la suzeraineté assyrienne, et survécut donc. Juda ne reprit une pleine indépendance que sous le règne de Josias (de 639 à 609 av. J.-C.), jusqu'à sa destruction par les Babyloniens et la déportation de sa population en 586-587 avant notre ère.

### L'origine des Samaritains selon la tradition juive orthodoxe
D'après la Bible (Deuxième livre des Rois), qu'on estime rédigée vers le milieu du VIe siècle av. J.-C. (soit au moins 150 ans après les événements), la population du royaume de Samarie aurait été déportée vers d'autres régions de l'Empire assyrien en punition de ses péchés. Elle aurait ensuite mystérieusement disparu. Ce seraient les « dix tribus perdues d'Israël ».
La Bible affirme que des populations étrangères auraient été déplacées pour les remplacer sur leur territoire. Ces étrangers auraient créé une religion mélangeant influences israélite et païenne, donnant ainsi naissance aux Samaritains.
« Et Israël a été emmené captif loin de son pays en Assyrie, où il est resté jusqu'à ce jour. Le roi d'Assyrie fit venir des gens […] et les établit dans les villes de Samarie à la place des enfants d'Israël. […] Lorsqu'ils commencèrent à y habiter, ils ne craignaient pas l'Éternel, et l'Éternel envoya contre eux des lions qui les tuaient.

On dit au roi d'Assyrie : Les nations que tu as transportées et établies dans les villes de Samarie ne connaissent pas la manière de servir le dieu du pays, et il a envoyé contre elles des lions qui les font mourir […].

Le roi d'Assyrie donna cet ordre : Faites-y aller l'un des prêtres que vous avez emmenés de là en captivité […], et qu'il leur enseigne la manière de servir le dieu du pays.

Un des prêtres qui avaient été emmenés captifs de Samarie vint s'établir à Béthel, et leur enseigna comment ils devaient craindre l'Éternel.

Mais les nations firent chacune leurs dieux dans les villes qu'elles habitaient, et les placèrent dans les maisons des hauts lieux bâties par les Samaritains.

[…] Ils craignaient aussi l'Éternel […] et ils servaient en même temps leurs dieux d'après la coutume des nations d'où on les avait transportés.

[…] Ils suivent encore aujourd'hui leurs premiers usages.

[…] L'Éternel avait fait alliance avec eux, et leur avait donné cet ordre : Vous ne craindrez point d'autres dieux.

[…] Et ils n'ont point obéi, et ils ont suivi leurs premiers usages. Ces nations craignaient l'Éternel et servaient leurs images ; et leurs enfants et les enfants de leurs enfants font jusqu'à ce jour ce que leurs pères ont fait. »
On note une contradiction dans le second Livre des Rois : les nouveaux habitants de l’ancien royaume de Samarie (devenu province assyrienne) sont décrits comme des étrangers, mais il est aussi indiqué que « l'Éternel avait fait alliance avec eux », comme s'ils étaient les descendants des anciens Israélites. D'un côté ils « craignaient l'Éternel », de l'autre « ils servaient en même temps leurs dieux » (Pour plus d'information sur cette "ambiguïté" lire dans : La Bible le livre 2 Rois chapitre 17 versets 24 à 34). La population maintenant identifiée comme « samaritaine » devient ainsi une population ambiguë, mélange d'étrangers païens et d'influence israélite, globalement rejetée de la communauté.
Selon la bible Crampon, il est clair que l'alliance établie dans les versets 34-36 du 2e Livre des rois a été établie avec les "enfants de Jacob" et donc les Israélites de souche.
« Ils suivent encore aujourd'hui les premières coutumes ; ils ne craignent point Jéhovah, et ils ne se conforment ni à leurs lois et à leurs ordonnances, ni à la loi et aux commandements donnés par Jéhovah aux enfants de Jacob, qu'il appela du nom d'Israël. Jéhovah avait fait une alliance avec eux et leur avait donné cet ordre : " Vous ne craindrez point d'autres dieux, vous ne vous prosternerez point devant eux, vous ne leur offrirez point de sacrifice. Mais vous craindrez Jéhovah, votre Dieu, qui vous a fait monter du pays d'Égypte, par une grande puissance et par son bras étendu ; c'est lui que vous craindrez, devant lui que vous vous prosternerez, à lui que vous offrirez des sacrifices. » " (Bible Crampon 2e tome, 1898)
La littérature rabbinique postérieure est également partagée. Le Talmud parle ponctuellement des Samaritains, en des termes divergents, mais qui tranchent parfois avec le rejet total. Le traité Houlin accepte la viande des animaux qu'ils ont tués comme casher, si un juif a été témoin de l'abattage, et le traité Orlah du Talmud de Jérusalem admet leur pain sous certaines réserves. Dans un autre traité de ce Talmud qui daterait du Ier siècle, leur nourriture est considérée comme légale. Un traité mineur (Massekhet Kouthim) confirme leur acceptation partielle : « quand pourront-ils être reçus dans la communauté juive ? Quand ils auront renoncé à Har Garizim (le mont Garizim) et reconnu Jérusalem et la résurrection des morts ». Le même traité reconnaît que, dans la plupart de leurs usages, ils ressemblent à des Israélites.
Ainsi, dès le début de l'ère chrétienne, l'accusation de paganisme est-elle abandonnée par certains religieux juifs. Mais l'accusation de ne pas être d'ascendance israélite subsiste, même si l'approche du traité Kouttim montre quelques évolutions : les Samaritains pourraient être acceptés « dans la communauté juive » (malgré leurs origines) s’ils réformaient leurs pratiques. Une telle approche « ouverte » de la seconde grande accusation historique juive (ne pas être d'origine israélite) est cependant tout à fait marginale dans le Talmud.

### L'origine des Samaritains selon la tradition samaritaine

#### Vue d'ensemble
D'après leur livre des Chroniques (Sefer ha-Yamim), les Samaritains se considèrent comme les descendants des tribus d'Ephraïm et de Manassé (deux tribus issues de la Tribu de Joseph) vivant dans le royaume de Samarie avant sa destruction en 722 av. J.-C. La famille sacerdotale affirme descendre de la tribu de Lévi. La vision les faisant descendre des anciens Israélites du Nord est assez proche de celle de la majorité des historiens.
Ils ajoutent que « ce sont les Juifs qui se sont séparés d'eux au moment du transfert de l'Arche au XIe siècle » avant notre ère. Selon la deuxième de leurs sept chroniques, « c'est Éli qui causa le schisme en établissant à Silo un sanctuaire dans le but de remplacer le sanctuaire du mont Garizim ».

#### La question du Mont Garizim
La centralité du Mont Garizim n'est pas la seule spécificité des Samaritains. Outre la question de leur origine supposée non israélite par les Juifs, il existe également des différences importantes en matière de textes sacrés, les Samaritains n'acceptant que le Pentateuque. Mais le Mont Garizim comme principal lieu saint, en lieu et place de Jérusalem, est un marqueur fondamental de la différence avec les Juifs.
Les Samaritains considèrent que, de tout temps, c'est le mont Garizim qui fut désigné par Dieu pour être le centre du culte. Ils citent pour cela les passages du Deutéronome : « Lorsque vous aurez passé le Jourdain, Siméon, Lévi, Juda, Issacar, Joseph et Benjamin, se tiendront sur le mont Garizim, pour bénir le peuple » et plus encore « Et lorsque l’Éternel, ton Dieu, t’aura fait entrer dans le pays dont tu vas prendre possession, tu prononceras la bénédiction sur la montagne de Garizim, et la malédiction sur la montagne d’Ebal ». On trouve d'autres citations, comme dans le livre des Juges ou dans celui de Josué.
Pour les Samaritains, Jérusalem aurait donc été imposée par les Israélites du sud, ceux du royaume de Juda, les Judéens (les Juifs à partir de l'époque perse), à l'encontre de cette ancienne sanctification.
Certains éléments factuels semblent s'écarter de la vision samaritaine sur la place prééminente du Mont Garizim dans le culte des anciens Israélites. La construction du temple sur le mont Garizim est en effet en rupture avec la diversité cultuelle ancienne de la Samarie : les lieux de culte de Béthel et de Dan qui dominaient le royaume de Samarie disparaissent. Il est possible qu’il s'agisse d'une influence judéenne, une volonté de répondre à l'exclusion par une autre légitimité.
À l'inverse, il est notable que le Mont Garizim soit connu du Pentateuque (les cinq premiers livres de la Bible), tandis que la centralité de Jérusalem n'apparaît que dans les Livres de Samuel et des Rois, décrivant les règnes de David et Salomon (mais rédigés plusieurs siècles après).
Ainsi, si le Mont Garizim apparaît bien comme un ancien lieu sacré israélite, il n'était en tout cas pas, à l'époque de l'ancien royaume de Samarie, le centre du culte, ni même le lieu de culte le plus important.

### L'origine des Samaritains selon les historiens
Historiens et archéologues ont essayé de mettre les thèses religieuses à l'épreuve de l'analyse critique, en particulier en s'appuyant sur des sources textuelles ou archéologiques extérieures à la Bible. Ces sources étant parcellaires, il subsiste cependant toujours des différences d'interprétation entre historiens.

#### Les faits

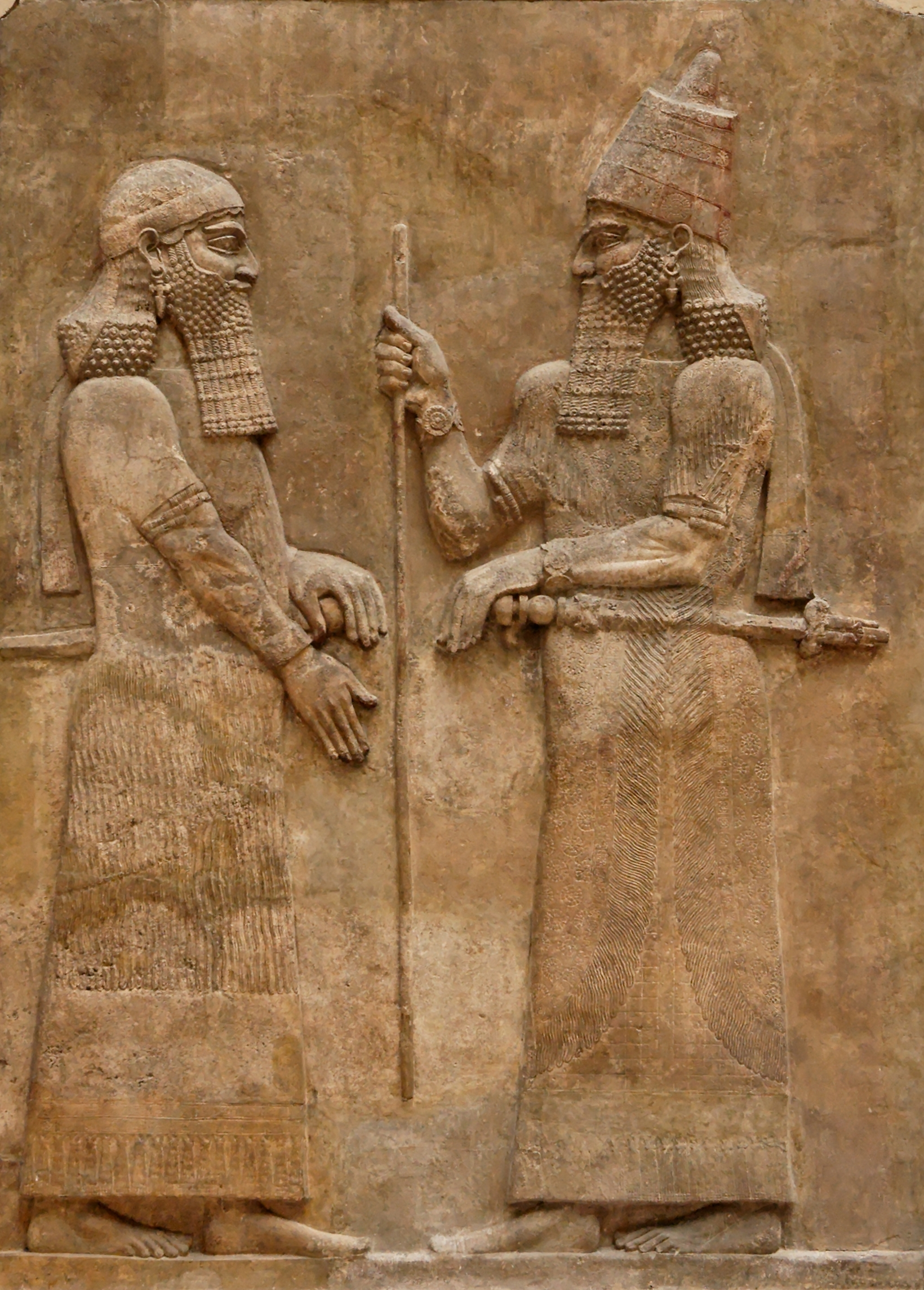
Sargon II et un haut dignitaire. Bas-relief du palais de Dur-Sharrukin.

Les archéologues ont exhumé une bonne partie des archives de l'Empire assyrien. Les chroniques assyriennes de Sargon II, le roi qui a vaincu le royaume de Samarie, indiquent :
« J'ai assiégé et occupé la ville de Samarie, et ai emmené 27 280 de ses habitants captifs. Je leur ai pris 50 chars, mais leur ai laissé le reste de leurs affaires. »
Certains traducteurs ne sont pas d'accord avec la précision apportée (« ville de Samarie »), considérant que le texte original laisse planer le doute entre la ville et l'État de Samarie.

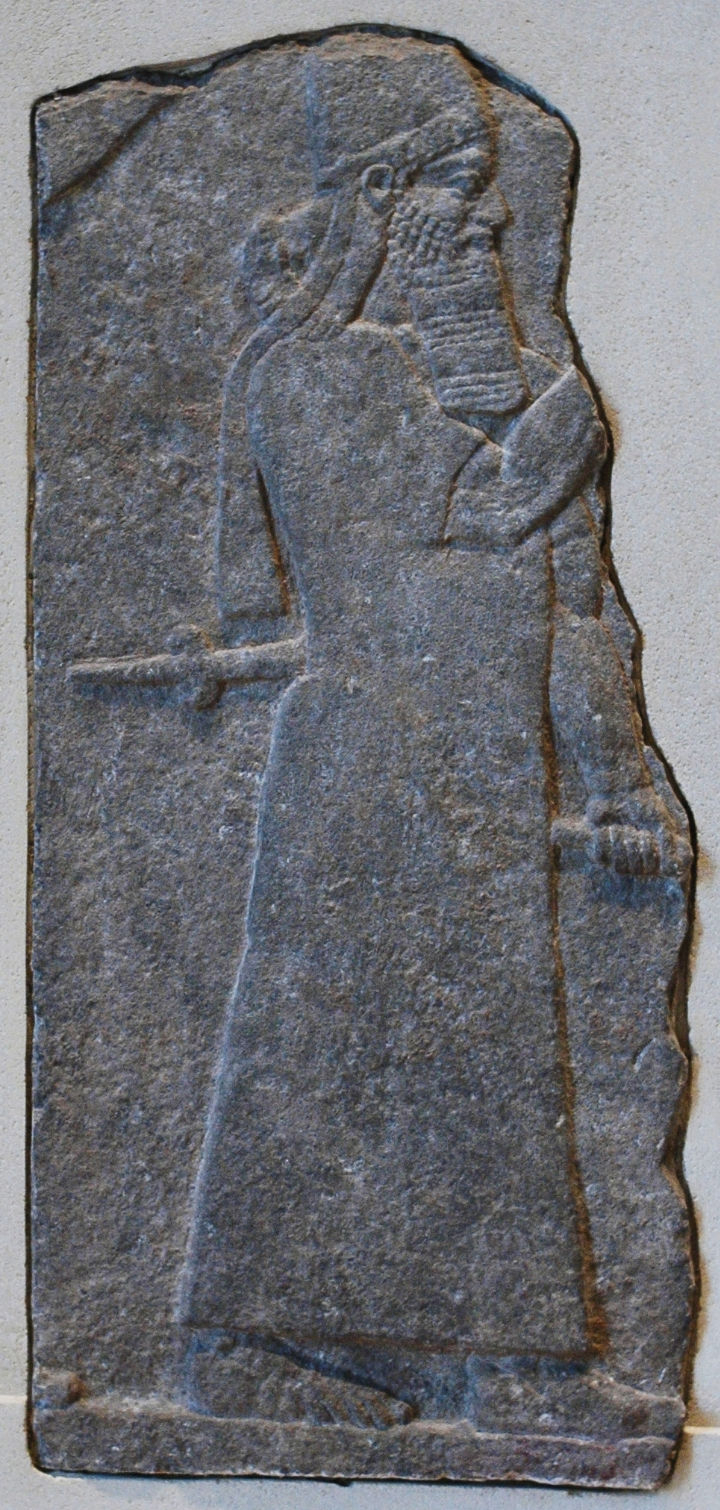
Teglath-Phalasar III. Bas-relief provenant de son palais à Nimrud, fin du Musée du Louvre.

Il y a un point commun avec les Livres des Rois : la déportation des Israélites a bien eu lieu. Mais il y a aussi une différence importante : le nombre des déportés. Pour le Second livre des Rois, c'est toute la population ou presque qui a été déportée. Pour Sargon II, c'est une minorité. Les archéologues estiment en effet la population du royaume de Samarie à 200 000 personnes, d'après les villes et villages retrouvés. Il y avait bien eu une première déportation dix ans plus tôt, quand le roi assyrien Teglath-Phalasar III avait conquis la Galilée. Mais elle aussi a été chiffrée par les textes assyriens. Le total des deux déportations atteint environ 40 000 personnes, soit 20 % seulement du total des habitants. Sans doute essentiellement l'élite. Les historiens pensent que certains Israélites du Nord seraient également partis en tant que réfugiés vers le royaume de Juda.
L'implantation de colons étrangers est indiquée plusieurs fois dans le reste du texte, mais à propos d'autres conquêtes. Cette politique d'implantation était manifestement courante, et a donc peut-être été faite en Samarie, comme l'indique le Livre des Rois. On a retrouvé, à Gezer et dans les environs, des textes cunéiformes du VIIe siècle av. J.-C. contenant des noms babyloniens. La déportation de populations allogènes en Samarie (au moins dans certaines zones), affirmée par les Livres des Rois, est donc bien confirmée. L'archéologie indique par contre que ce repeuplement est loin d'être massif. Les poteries, inscriptions, villages, etc. montrent une grande continuité avec la période antérieure. Le Livre de Jérémie rapporte que 150 ans après la chute du royaume du Nord, juste après la chute de Jérusalem en 586 av. J.-C., des Israélites du Nord se sont présentés avec des offrandes pour le temple de Jérusalem : « quatre-vingts hommes vinrent de Sichem, de Silo et de Samarie, la barbe rasée, les vêtements déchirés, la peau tailladée d'incisions. Ils apportaient des offrandes de céréales et de l'encens pour les offrir dans le Temple de l'Éternel ».
Dernier fait en contradiction avec la Bible : la religion actuelle des Samaritains, strictement fondée sur le Pentateuque, ne présente pas de trace de paganisme. Les traités rabbiniques, datant du début de l'ère chrétienne et précédemment cités, indiquent que ce strict monothéisme est très ancien. Au VIe siècle av. J.-C., le livre de Jérémie les montre faisant des offrandes au temple. On manque toutefois de sources autonomes pour parler de la religion des Samaritains aux IVe et Ve siècles av. J.-C. Il est donc possible, mais non prouvé, qu'il y ait eu une période de quelques siècles où la religion samaritaine aurait été un syncrétisme pagano-israélite, conformément à l'accusation des Livres des Rois. Il faut cependant tenir compte du sens spirituel donné au mot idolâtre ou païen dans les textes bibliques : le paganisme et l'idolâtrie désignent le fait de pratiquer l'injustice, le péché, l'iniquité.
La génétique a été sollicitée pour apporter certaines réponses quant à l'origine des Samaritains. L'étude de Shen et al., en 2004[PDF] a ainsi porté sur la comparaison entre les chromosome Y de douze hommes samaritains et ceux de 18-20 hommes non samaritains, répartis entre six populations juives (d'origines ashkénaze, marocaine, libyenne, éthiopienne, irakienne et yéménite) et deux populations israéliennes non-juives (Druzes et Arabes). Les résultats d'analyses précédentes sur des groupes d'Africains et d'Européens ont été intégrés dans l'analyse statistique. L'ADN mitochondrial (hérité des femmes) a également été comparé. L'étude conclut que des ressemblances significatives existent entre les chromosomes Y (masculin) juifs et samaritains, mais que l'ADN mitochondrial (hérité des femmes) diffère entre les populations juives et samaritaines. « À notre surprise, tous les chromosomes Y [donc hérités des hommes] des Samaritains non-Cohen [n'appartenant pas à la famille sacerdotale] appartiennent au groupe Cohen » (une caractéristique génétique qu'on rencontre majoritairement chez les juifs cohanim, c'est-à-dire supposés descendre d'Aaron). « Les données […] indiquent que les chromosome Y [masculin] samaritains et juifs ont une affinité beaucoup plus grande que ceux des Samaritains et de leurs voisins géographiques de longue date, les Palestiniens ». « Cependant, ce n'est pas le cas pour les haplotypes d'ADN mitochondrial [hérités des femmes]. […] Les distances entre Samaritains, Juifs et Palestiniens pour l'ADN mitochondrial [féminin] sont à peu près identiques. De plus, la basse diversité […] suggère que le flux de gènes maternels dans la communauté samaritaine n'a pas été très élevé » (peu d'entrées de femmes dans la communauté).

#### Les interprétations
La thèse dominante chez les historiens est plutôt que 80 % des habitants de l'ancien royaume de Samarie sont restés sur place, et sont devenus les Samaritains (au sens religieux du terme) cités par le Livre des rois.
Dans cette optique, les dix tribus d'Israël mystérieusement disparues ne seraient qu'un mythe inventé pour justifier l'exclusion des Samaritains de la communauté israélite : on ne rompait pas avec d'autres Israélites, on constatait leur disparition mystérieuse et leur remplacement par des étrangers.
Les raisons de cette rupture définitive seraient surtout :
- la question de la centralité du temple du mont Garizim ou de celui de Jérusalem dans le culte ;
- la place de la Torah orale (plus tard compilée dans la Mishna, la Gémara puis le Talmud) chez les Judéens, et refusée par les Samaritains.

L'étude précédemment citée (Shen et al.[PDF]) tente d'apporter un éclairage par la génétique. Ses auteurs penchent finalement en faveur d'une approche mixte entre remplacement et continuité : « nous supposons que [les caractéristiques génétiques samaritaines] présentent un sous-groupe des prêtres juifs Cohanim d'origine, qui n'est pas parti en exil quand les Assyriens ont conquis le royaume du Nord […], mais qui ont épousé des Assyriennes et des femmes exilées réinstallées à partir d'autres terres conquises ». Il faut cependant noter deux points : d'une part « La diversité élevée des haplotypes d'ADN mitochondrial chez les Israéliens suggère que les fondatrices féminines de chaque groupe juif aient été peu nombreuses et de différentes ascendances ». La spécificité des marqueurs génétiques féminins samaritains est donc difficile à interpréter à la lumière de la spécificité des marqueurs génétiques féminins de chaque groupe juif. D'autre part, l'apparition des spécificités n'est pas datée. Elle peut remonter avant, pendant ou après la période de la conquête assyrienne, et ne nous renseigne donc pas forcément sur les événements provoqués par celle-ci.

### Datation de la rupture

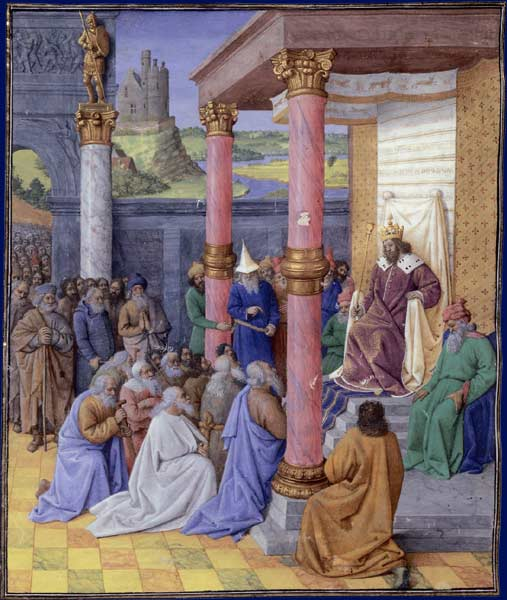
Cyrus II le Grand et les Hébreux

En 586 avant notre ère, le royaume de Juda tombe à son tour, et une partie de sa population est déportée à Babylone. Après la libération des exilés par Cyrus II en -537, ceux-ci décident de rebâtir le temple de Jérusalem détruit en -586. Les Samaritains proposent alors leur aide :
« Les ennemis de Juda et de Benjamin apprirent que les fils de la captivité bâtissaient un temple à l'Éternel, le Dieu d'Israël. Ils vinrent auprès de Zorobabel et des chefs de familles, et leur dirent : nous bâtirons avec vous ; car, comme vous, nous invoquons votre Dieu, et nous lui offrons des sacrifices depuis le temps d'Ésar Haddon, roi d'Assyrie, qui nous a fait monter ici. Mais Zorobabel, Josué, et les autres chefs des familles d'Israël, leur répondirent : ce n'est pas à vous et à nous de bâtir la maison de notre Dieu ; nous la bâtirons nous seuls à l'Éternel, le Dieu d'Israël, comme nous l'a ordonné le roi Cyrus, roi de Perse. Alors les gens du pays découragèrent le peuple de Juda ; ils l'intimidèrent pour l'empêcher de bâtir. »
L'exil a en effet modifié les identités ethno-religieuses. Comme l'écrit le rabbin Josy Eisenberg, « Le VIe siècle av. J.-C. a été décisif dans l'histoire des Juifs. En fait, on peut dire qu'il en constitue le véritable commencement, car il voit s'opérer une mutation fondamentale : la fin du temps des Hébreux et de l'hébraïsme, la naissance du temps des Juifs et du judaïsme ». Pour les anciens exilés de Babylone, la terre sainte est mal connue. Les anciennes définitions sont réinterprétées. L'exil à Babylone a créé les Juifs au sens actuel du terme. Elle crée donc, par opposition, les Samaritains « modernes », rejetés du corps israélite.
D'après la citation du Livre d'Esdras rapporté ci-dessus, la rupture religieuse avec les Samaritains semble donc consommée dès 500 avant notre ère. Mais de nombreuses incertitudes subsistant sur les dates de rédaction des textes, l'évolution de leur contenu et la façon dont ils étaient appliqués en pratique ; aucune certitude n'est possible. D'autres sources confirment une rupture définitive vers -330. Ursula Schattner-Rieser indique « aujourd'hui, la majorité des spécialistes en samaritain est d'avis que la « secte » des Samaritains s'est séparée du groupe religieux judéen à l'époque perse, lors du retour de Néhémie en 445 av. J.-C. et que le début de l'histoire des Samaritains proprement dite se situe à la veille de l'époque hellénistique avec la construction d'un temple rival de celui de Jérusalem, sur le mont Garizim », à Sichem, actuelle Naplouse.
La question du Temple semble effectivement importante dans la rupture. Tant le royaume de Juda que celui du Nord avaient maintenu des lieux de culte diversifiés. La Bible s'en offusque d'ailleurs, et certains rois du Sud, comme Josias, avaient lutté contre. Après le retour des exilés vers -537, le débat est définitivement réglé : seul le temple de Jérusalem est légitime. Le refus de « Zorobabel, Josué, et les autres chefs des familles d'Israël » de laisser les habitants du Nord se lier au Temple les amène inévitablement à créer leur propre centre religieux, et à parachever la rupture. Ce Temple sera construit un peu avant la conquête d'Alexandre le Grand, ou juste après.
Cette rupture n'empêche pas la reprise du Pentateuque, issu de sources diverses, mais compilé dans sa forme définitive dans le Sud, en Judée, vers le VIe siècle av. J.-C. On peut donc la supposer postérieure à cette étape, malheureusement mal datée.

### L'origine des Samaritains: conclusions

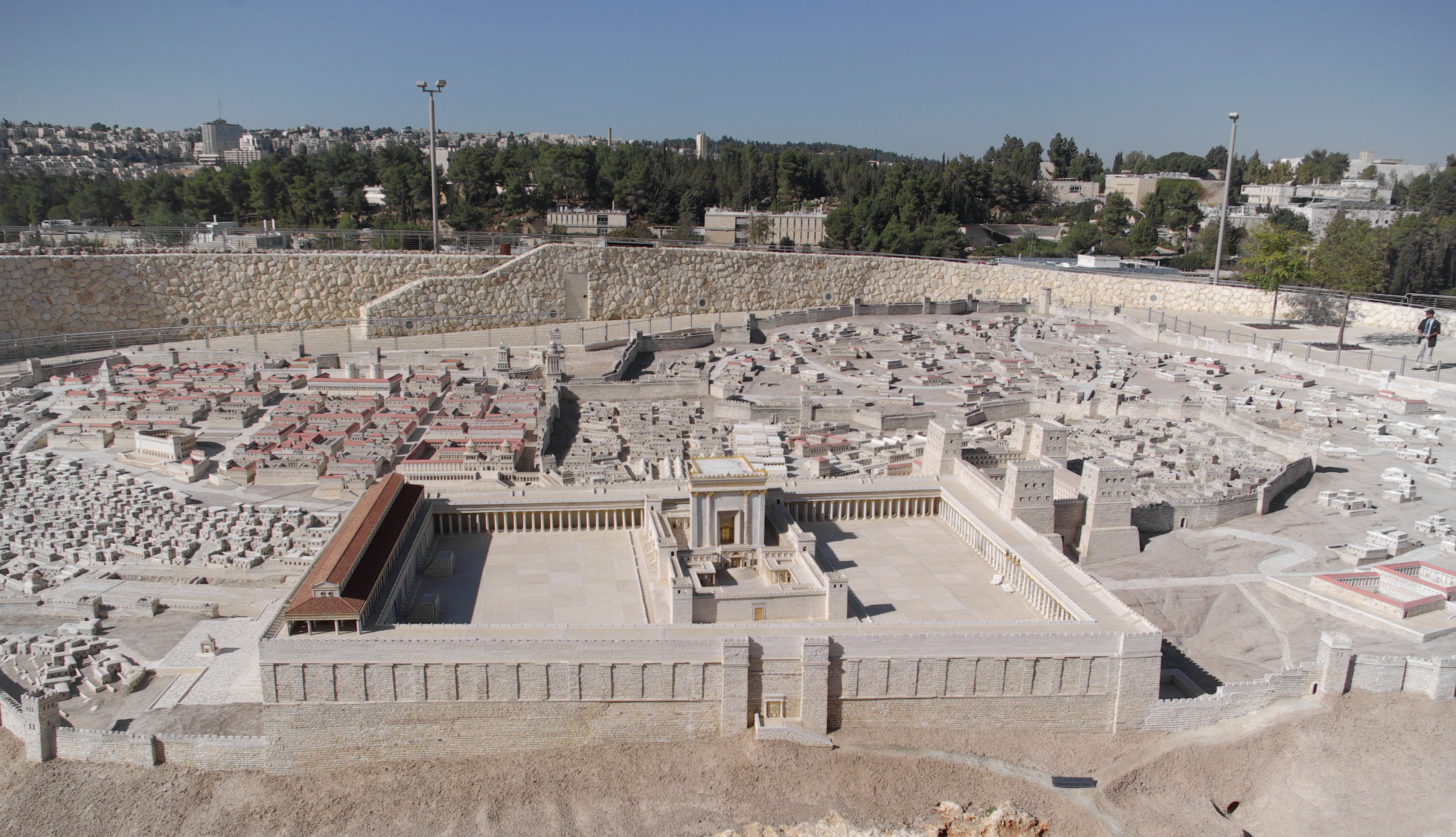
Maquette du second temple de Jérusalem.

Des divergences religieuses et politiques croissantes ont d'abord éloigné Israélites du Nord et du Sud, comme les accusations bibliques contre les pratiques religieuses du Nord en témoignent. On ne sait pas exactement de quand date la rupture définitive entre Juifs et Samaritains. Au plus tôt, elle se produit vers 520 av. J.-C., lors de la construction du second temple de Jérusalem par certains des anciens exilés juifs à Babylone. Au plus tard, elle est attestée vers 330 av. J.-C.
Quelles que soient les raisons de la rupture entre les communautés, et sa date exacte, les Samaritains et les Judéens (qui donnèrent les Juifs) ne se considèrent plus comme un seul peuple, alors même qu'ils se réclament tous deux de la descendance des Hébreux et qu'ils suivent le Pentateuque.

## Après la séparation
Les Samaritains semblent être restés une population assez nombreuse dans le nord de l'actuel territoire israélo-palestinien : au moins quelques centaines de milliers de personnes jusqu'au VIe siècle, certains auteurs allant jusqu'à 1,2 million aux IVe et Ve siècles. Mais ils n'ont jamais plus été un peuple indépendant.
Comme les Juifs, ils sont passés sous le contrôle des empires qui ont succédé à l'Empire assyrien, puis sous la souveraineté de la dynastie Séleucide, du royaume juif des Hasmonéens, de l'Empire romain, de l'Empire byzantin, de l'Empire omeyyade et de l'Empire ottoman.

### Relations avec le royaume séleucide
Le royaume séleucide est un royaume de culture hellénistique, dirigé par une dynastie d'origine macédonienne succédant à Alexandre le Grand et régnant sur une partie du Moyen-Orient, plus particulièrement sur la zone Syrie-Palestine. Le royaume a affirmé très fortement sa culture grecque, ce qui n'a longtemps pas posé de problèmes particuliers aux Samaritains et aux Juifs vivant en Palestine. La situation change avec Antiochos IV (roi de 175 av. J.-C. à 163 av. J.-C.). Celui-ci lance en effet, d'après les livres des Macchabées, une campagne d'hellénisation forcée des populations de son royaume. Cette campagne implique en particulier le culte obligatoire de Zeus, représenté sur terre par Antiochos IV. On ne connaît pas les effets de cette politique dans les autres régions du royaume, mais la volonté de transformer le Second Temple de Jérusalem en temple de Zeus Olympien en -168 aurait obtenu le soutien de certains juifs : « Beaucoup d'Israélites acquiescèrent volontiers à son culte, sacrifiant aux idoles et profanant le sabbat » (1M1.43), tout en en poussant d'autres, les Macchabées et leurs partisans, à la révolte : « ils rassemblèrent une armée, frappèrent les pécheurs dans leur colère et les impies dans leur fureur » (1M2.44).
D'après les livres des Maccabées, des troupes samaritaines se seraient jointes en 166 av. J.-C. à l'armée séleucide pour combattre les Judéens lors de la révolte des Maccabées : « Apollonius rassembla une troupe importante de Samarie pour faire la guerre à Israël ».
D'un point de vue religieux, les Samaritains auraient également accepté de transformer le temple du mont Garizim en temple hellénistique : « Peu de temps après, le roi envoya Géronte l'Athénien pour forcer les Juifs à s'éloigner des lois de leurs pères et à cesser de régler leur vie sur les lois de Dieu pour profaner le Temple de Jérusalem et le dédier à Zeus Olympien, et pour dédier à Zeus Hospitalier celui du mont Garizim, comme le demandaient les habitants du lieu » (2M6.1-2). D'après les livres des Maccabées, l'acceptation du paganisme grec par les Juifs est partielle et « forcée », quand celle des Samaritains est demandée par « les habitants du lieu ».
En toute hypothèse, ce ralliement religieux éventuel ne semble pas avoir laissé de trace chez les Samaritains après la fin de la domination séleucide sur la région. Il est donc plausible qu'il ne se soit agi que d'un ralliement politique sans véritable contenu religieux. Mais cette acceptation, qu'elle ait ou non été de pure forme, partielle ou complète, volontaire ou forcée, renforça l'accusation de paganisme déjà portée par le Livre des Rois.
Ainsi, deux siècles et demi après les évènements, Flavius Josèphe rapporte « Les Samaritains, voyant le traitement infligé aux Juifs, cessèrent de se donner pour leurs parents et de prétendre que le temple du Garizim était celui du Dieu tout-puissant, en quoi ils suivaient leur naturel, que j'ai décrit déjà ; mais ils se dirent descendants des Mèdes et des Perses, ce qu'ils sont en effet ». Flavius Josèphe indique même que les Samaritains auraient écrit à Antiochos IV : « Nous te supplions donc, toi le bienfaiteur et le sauveur, d'ordonner à Apollonios, sous-préfet, et à Nicanor, agent royal, de ne pas nous faire de tort en nous accusant des mêmes crimes que les Juifs, qui nous sont étrangers par la race comme par les coutumes, et de consacrer notre temple anonyme au culte de Zeus Hellénios : ainsi nous ne serons plus molestés, et, pouvant désormais vaquer en toute sécurité à nos travaux, nous te paierons des tributs plus considérables ».
La réalité des relations entre les Samaritains et les Séleucides reste difficile à déterminer, puisque les seules sources datant de l'époque sont les livres des Maccabées (Flavius Josèphe écrivant bien plus tard). Mais la période reste importante dans l'histoire des relations entre Juifs et Samaritains, en ce qu'elle a réaffirmé dans la littérature juive le fait que les Samaritains n'étaient pas d'ascendance israélite, qu'ils pratiquaient volontiers le paganisme, et qu'ils étaient prêts à s'allier aux ennemis des Juifs.

### Relations avec les Juifs dans l'Antiquité

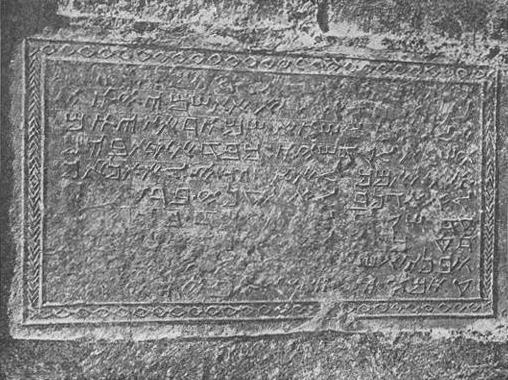
Une inscription antique en hébreu samaritain.

Les relations avec les Juifs sont globalement restées mauvaises pendant toute l'Antiquité.
Après le succès de la révolte juive contre les Séleucides, le nouveau royaume juif des Hasmonéens, alors dirigé par Jean Hyrcan Ier conquiert Sichem et détruit, vers 108 av. J.-C., le temple samaritain sur le mont Garizim, puis la ville de Samarie.
Les Samaritains deviennent des sujets d'un État qui ne les considère pas comme juifs. Flavius Josèphe indique cependant que jusqu'au procurat romain de Coponius (6-8 ap. J.-C.), les Samaritains pouvaient accéder au temple de Jérusalem.

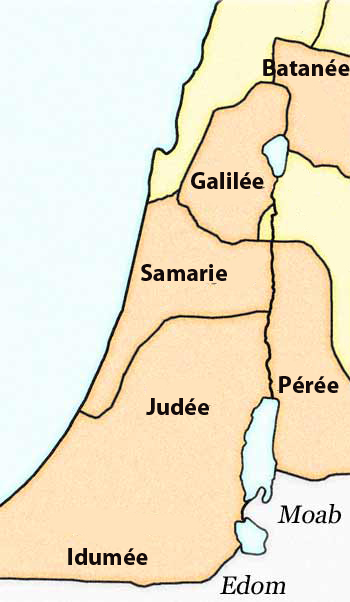
Les provinces du royaume d'Hérode Ier le Grand, sous protectorat romain, vers -25.

Après la conquête par les Romains (protectorat dès 63 avant notre ère), la Samarie eut plusieurs rattachements, fluctuants selon les époques. L'empereur Auguste la rattache au royaume client d'Hérode Ier le Grand en -30. Par la suite, la province de Samarie et les villes de la côte sont rattachées à la province romaine de Syrie (ou de Phénicie, selon les périodes), et donc échappent à un pouvoir juif. L'Empire romain est tolérant avec les religions des peuples conquis, et la situation des Samaritains s'en est donc sans doute trouvée améliorée.
Les relations avec les Juifs restent difficiles. Une crise éclate ainsi sous le procurat de Coponius (6-8 ap. J.-C.), lorsque « des Samaritains, entrés en secret à Jérusalem, jetèrent des ossements humains sous les portiques. Dès lors on interdit à tous les Samaritains l'accès du Temple, ce dont on n'avait pas l'habitude auparavant ».

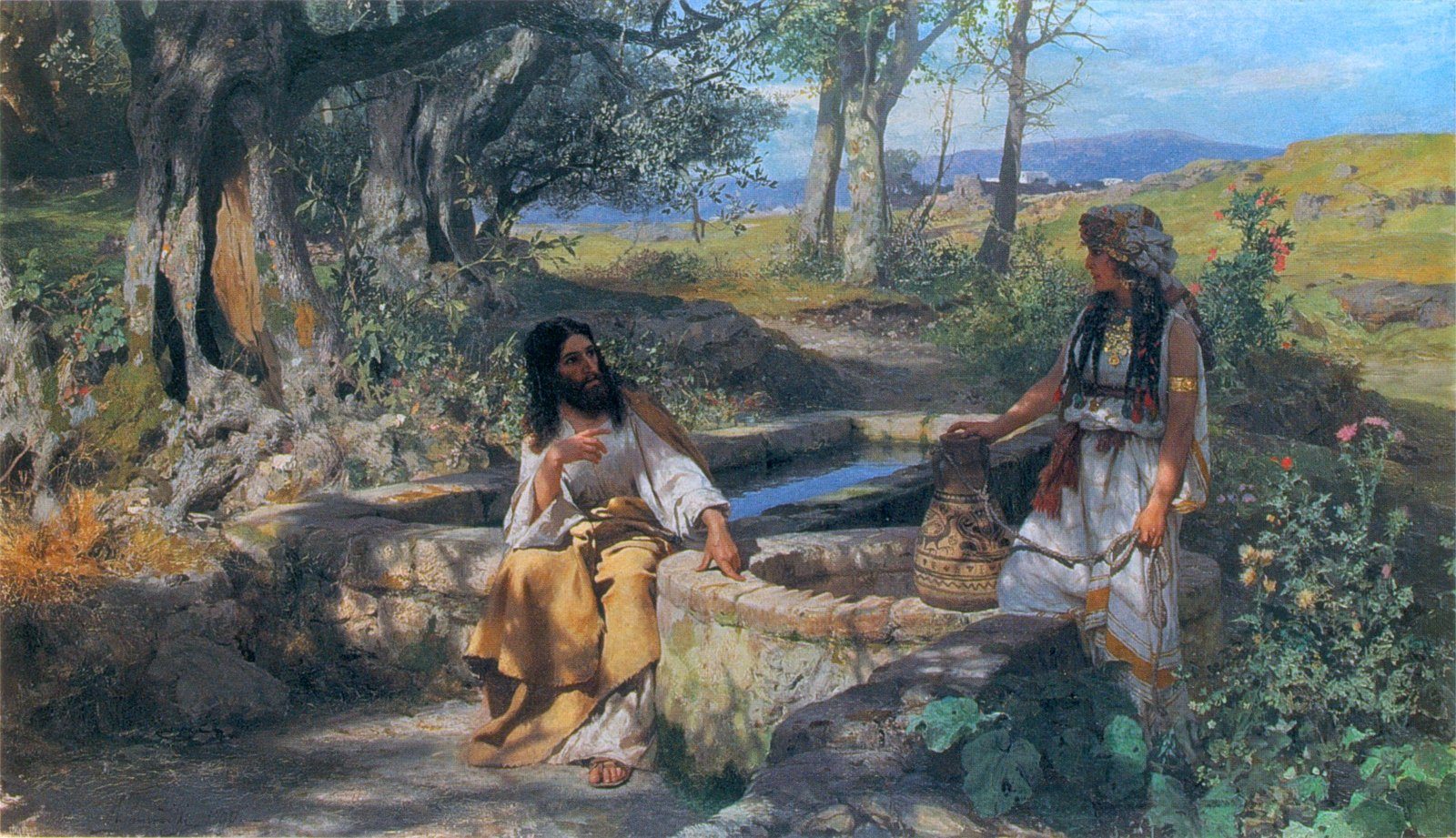
Le Christ et la Samaritaine (œuvre de Siemiradzki)

Parlant de l'époque de Jésus (dans les années 30 du premier siècle), l'Évangile selon Jean témoigne encore des mauvaises relations entre Samaritains et Juifs : le dialogue entre Jésus et la Samaritaine au Puits de Jacob rappelle que « les Juifs, en effet, n’ont pas de relations avec les Samaritains ». Des Juifs utilisent aussi l'accusation de « samaritain » contre Jésus : « N'avons-nous pas raison de dire que tu es un Samaritain et que tu as un démon ? ».
Jésus est ainsi provocateur lorsqu'il développe, devant des docteurs de la Loi, la parabole du Bon Samaritain, mettant en scène un Samaritain agissant plus moralement qu'un prêtre et qu'un lévite.

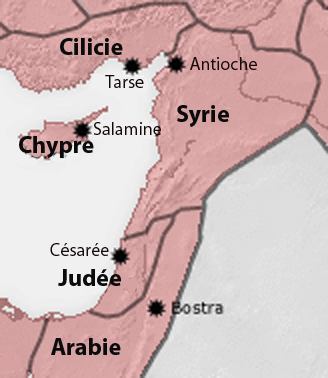
La Judée romaine sous Trajan (117 ap. J.-C.) et le rattachement de la Samarie au sud de la province de Syrie.

Peu après la mort du Christ, Josèphe rapporte des affrontements armés directs en Galilée, sous l'empereur Claude : « Entre les Samaritains et les Juifs s'élevèrent aussi des haines pour la raison suivante. Les Galiléens avaient coutume, pour se rendre aux fêtes dans la ville sainte, de traverser le pays de Samarie. Alors, pendant qu'ils étaient en route, des habitants d'un bourg appelé Ginae, situé aux confins du pays de Samarie et de la grande plaine, engagèrent un combat avec eux et en tuèrent beaucoup […]. Les Galiléens décidèrent la masse des Juifs à courir aux armes […]. Ils pillèrent et incendièrent certains bourgs samaritains. Lorsque Cumanus eut connaissance de cet acte, il prit avec lui l'escadron de Sébaste et quatre cohortes de fantassins, fit armer les Samaritains et marcha contre les Juifs ; il les attaqua, en tua un grand nombre […]. Cumanus et les premiers des Samaritains, envoyés à Rome, obtinrent, de l'empereur un jour d'audience pour parler des litiges qui les divisaient […]. Claude […] après avoir ouï les débats, reconnaissant que les Samaritains avaient été les premiers auteurs de ces maux, ordonna d'exécuter ceux d'entre eux qui s'étaient présentés à lui ».

### Relations avec l'Empire romain
L'arrivée de l'empire dans la région en -63 avait permis aux Samaritains de se libérer progressivement des Juifs. Mais les relations avec l'empire furent cependant parfois conflictuelles.
Pendant le soulèvement juif de 67-73, l'empereur Vespasien craint de voir les Samaritains rallier les Juifs, car « ils semblaient à deux doigts de se révolter […]. Il envoya contre eux Cérialis, légat de la cinquième légion, avec six cents chevaux et trois mille hommes de pied. Le légat […] se borna […] à cerner avec sa troupe toute la base du mont Garizim […]. Or il arriva que les Samaritains manquaient d'eau […]. Cérialis […] gravit alors la montagne et, ayant disposé sa troupe en cercle autour des ennemis, les invita tout d'abord à traiter et à songer à leur salut : il leur promettait la vie sauve s'ils rendaient leurs armes. Comme il ne put les convaincre, il les chargea et les passa tous au fil de l'épée, au nombre de 11 600 ».
Sous le règne d'Hadrien (de 117 à 138), « Juifs et Samaritains auraient été frappés d'interdiction des shabbats, des fêtes, de la circoncision (brit milah) ainsi que des bains rituels (mikvé). Les chroniques samaritaines attribuent à Hadrien la destruction de tous leurs livres sacrés, à l'exception du Pentateuque et de la généalogie des prêtres ».
Si les Samaritains ont gardé un mauvais souvenir d'Hadrien, les Juifs ont eu le sentiment qu'il favorisait ces derniers, au moins en comparaison de son attitude vis-à-vis des Juifs. Un Midrash raconte ainsi : « Imiqentron écrivit à l'Empereur Hadrien : « Si ta haine va aux circoncis, il y a aussi les Ismaélites ; si elle va à ceux qui observent le Shabbat, il y a aussi les Samaritains. Mais il se trouve que ta haine ne va qu'à ce peuple, Israël ».
Malgré ces affrontements sporadiques, qui se produisent d'ailleurs régulièrement dans beaucoup de provinces romaines, les Samaritains semblent d'abord avoir bénéficié d'une situation satisfaisante. Ainsi, le temple du mont Garizim détruit par les Hasmonéens vers -108 est reconstruit peu après la révolte avortée juive de Bar-Kokheba (132-135). Mais l'empire devient chrétien au IVe siècle, et la traditionnelle tolérance romaine prend fin.

### Relations avec l'Empire byzantin
L'Empire romain se scinde définitivement en 395 de l'ère chrétienne. Il y a désormais un Empire romain d'Occident, qui disparaît en 476, et un Empire romain d'Orient, qu'on appelle aujourd'hui « Empire byzantin » (du nom de sa capitale, Byzance, devenue par la suite Constantinople puis Istanbul).
L'Empire byzantin tâche de convertir de force les minorités (chrétiens hétérodoxes ou non-chrétiens) à sa version du christianisme. Ainsi, les Samaritains exerçant des fonctions publiques au sein de l'Empire, en sont interdits à partir de 438.

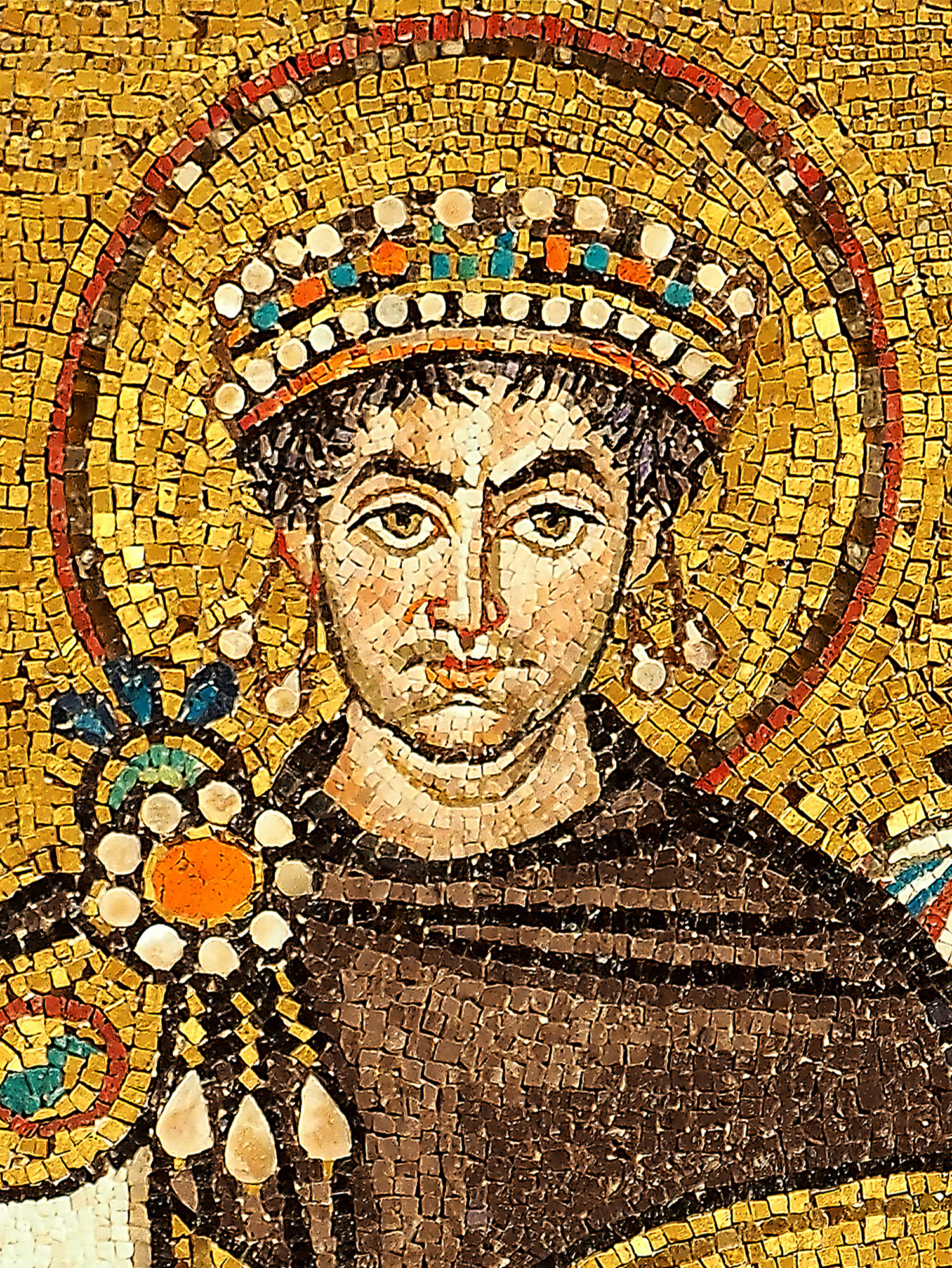
Justinien.

Ainsi, l'empereur Zénon (né en 427 - règne de 474 à sa mort en 491) s'en prend aux Juifs et aux Samaritains. Sous son règne, le temple samaritain est une seconde fois détruit (en 484, semble-t-il), de façon définitive, sans jamais être reconstruit : révoltes samaritaines (184-572).
À son arrivée au pouvoir, Justinien Ier les prive de certains droits comme celui d'hériter, et fait détruire leurs synagogues.
Sous la conduite d'un leader charismatique et messianique, nommé Julianus ben Sabar (en) (ou ben Sahir), les Samaritains se soulèvent en 529. Avec l'aide des Arabes ghassanides (des chrétiens), l'empereur Justinien écrase la révolte. Des dizaines de milliers de Samaritains sont tués ou vendus comme esclaves. D'autres se convertissent, sans doute pour échapper à la répression.

La population d'au moins quelques centaines de milliers de personnes, se réduit rapidement à une petite population résiduelle. L'Empire byzantin est le principal responsable du passage des Samaritains du statut de population occupant un territoire qui lui est propre au statut de petite minorité sur sa propre terre d'origine. Procope de Césarée rapporte : 
«  Une loi […] fut alors passée contre les Samaritains, qui a jeté la Palestine dans un trouble indescriptible. […].

Les campagnards, cependant, se réunirent ensemble et décidèrent de prendre les armes contre l'Empereur, en choisissant comme leur candidat au trône un bandit nommé Julian, fils de Sabarus. Et pendant un temps ils s'opposèrent en propre contre les troupes impériales ; mais finalement, défaits dans la bataille, ont été diminués, ensemble avec leur leader. Dix myriades d'hommes sont dites avoir péri dans cet engagement et le pays le plus fertile sur la terre est ainsi devenu privé de fermiers. »
Une autre révolte a lieu en 554, durant laquelle les Juifs s'allient aux Samaritains, puis un ultime soulèvement a lieu en 594, sans succès, et a sans doute contribué à achever l'effondrement démographique de la population samaritaine. L'intolérance byzantine, la christianisation puis l'islamisation des populations vivant en Palestine les ont touchés comme elles ont touché les Juifs. Mais, alors que les Juifs ont pu survivre en tant que communauté en diaspora, les Samaritains, restés essentiellement sur le territoire de la Palestine historique, n'ont pu trouver de solutions alternatives.
Des fouilles archéologiques de l’Autorité israélienne des Antiquités (IAA) montrent des inscriptions de bénédiction associée aux Samaritains trouvées à Apollonia près de Herzliya et en grec à Tzur Natan, datant du Ve siècle.

### Relations avec les empires musulmans
L'arrivée des musulmans au VIIe siècle, après les massacres byzantins du VIe siècle, a sans doute été vécue comme une libération. Les communautés chrétiennes « hérétiques » (du point de vue byzantin) l'ont en tout cas souvent vécu ainsi : les conquérants étaient sensiblement plus tolérants pour ces groupes religieux, auxquels le statut de dhimmi donnait enfin un statut officiel, ce dont ils ne bénéficiaient pas sous l'Empire byzantin.
Bonnes au départ, les relations entre les Samaritains et les pouvoirs en place n'ont cependant pas toujours été parfaites. Des sources parlent de destructions de lieux de culte juifs et samaritains au IXe siècle. Les Mamelouks auraient détruit des lieux de culte samaritains également au XIVe siècle. Les relations avec les Ottomans auraient été assez mauvaises, sauf vers la fin : « Les Samaritains ont décrit la période ottomane comme la plus mauvaise période de leur histoire moderne. Au cours de cette période, beaucoup de familles samaritaines ont changé leur religion ; plusieurs des familles célèbres de Naplouse, comme les familles Shakhsheer, Yaish et Maslamany étaient samaritaines et sont devenues musulmanes pendant cette période ». En 1596, le grand prêtre Pinhas VII fut obligé de s'exiler à Damas, qui ne comptait plus que cent trente-deux Samaritains.
En 1841, des oulémas musulmans de Naplouse lancent l'accusation selon laquelle les Samaritains ne sont pas des gens du Livre, mais des païens pouvant être convertis de force. Le grand-rabbin de la Palestine de l'époque émet alors un document attestant qu'ils sont une branche des fils d'Israël, ce qui met fin à la crise.
En 1867, Naplouse est composée de 4 000 personnes, « la plupart d'entre eux mahométans », certains juifs et chrétiens, et environ 150 Samaritains. Déjà très affaiblies par les Byzantins, les communautés samaritaines ont donc continué à décroître lentement, du fait d'un certain nombre de conversions souvent forcées au cours des siècles à la religion musulmane ; certains des noms de familles musulmanes d'aujourd'hui, à Naplouse mais aussi dans le reste de la Cisjordanie, sont liés aux Samaritains car leurs ancêtres étaient adeptes de cette religion - comme Al-Muslimani, Al-Yaish et d'autres. Ce phénomène de conversion a touché l'ensemble des populations du Moyen-Orient, et n'est donc pas spécifique aux Samaritains.
À la fin du XIXe siècle, les Samaritains obtiennent une reconnaissance juridique des autorités ottomanes, et leur communauté est officiellement reconnue comme millet.
Au XIXe siècle, les voyageurs dépeignent la petite population samaritaine comme particulièrement misérable, formée de boutiquiers, de commis et de tailleurs. La Jewish Encyclopedia de 1905 parle de « lutte pour l'existence, qui peut à peine être continuée ».

### Les communautés samaritaines connues

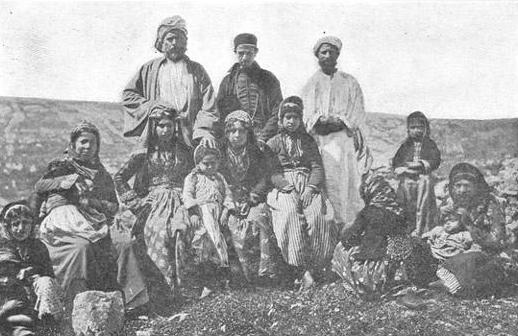
Un groupe de Samaritains, vers 1900.

Les Samaritains ont créé, avant ou après la conquête arabe, des communautés hors de l'actuel territoire israélo-palestinien, comme les Juifs, mais beaucoup moins importantes et aujourd'hui disparues, par dissolution dans l'environnement arabo-musulman.
Communautés samaritaines attestées à différentes époques :
- Israël/Palestine : Naplouse, Gaza, Holon, Ashkelon, Jérusalem, Césarée, Tibériade, Bethléem
- Égypte : Alexandrie, Le Caire, Al Fayoum, Hermopolis, Éléphantine
- Syrie : Damas, Alep
- Liban : Beyrouth, Tyr, Tripoli, Sidon
- Perse
- Macédoine
- Rome

### Les Samaritains à l'époque contemporaine

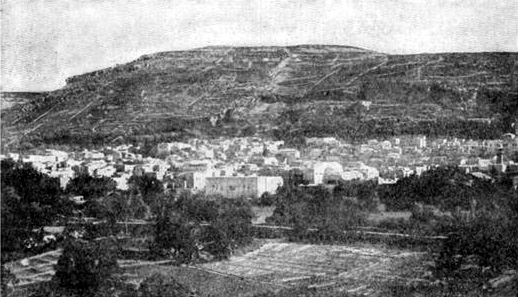
Le mont Garizim derrière la ville de Naplouse, vers 1900.

Dans la seconde moitié du XIXe siècle, les Samaritains ne sont plus qu'environ 120, puis 146 en 1917. Leur avenir semble menacé par la consanguinité (il y a un nombre anormalement élevé de handicaps héréditaires au sein de la communauté), la pauvreté et les conversions. Les observateurs de l'époque prédisent souvent leur disparition rapprochée.

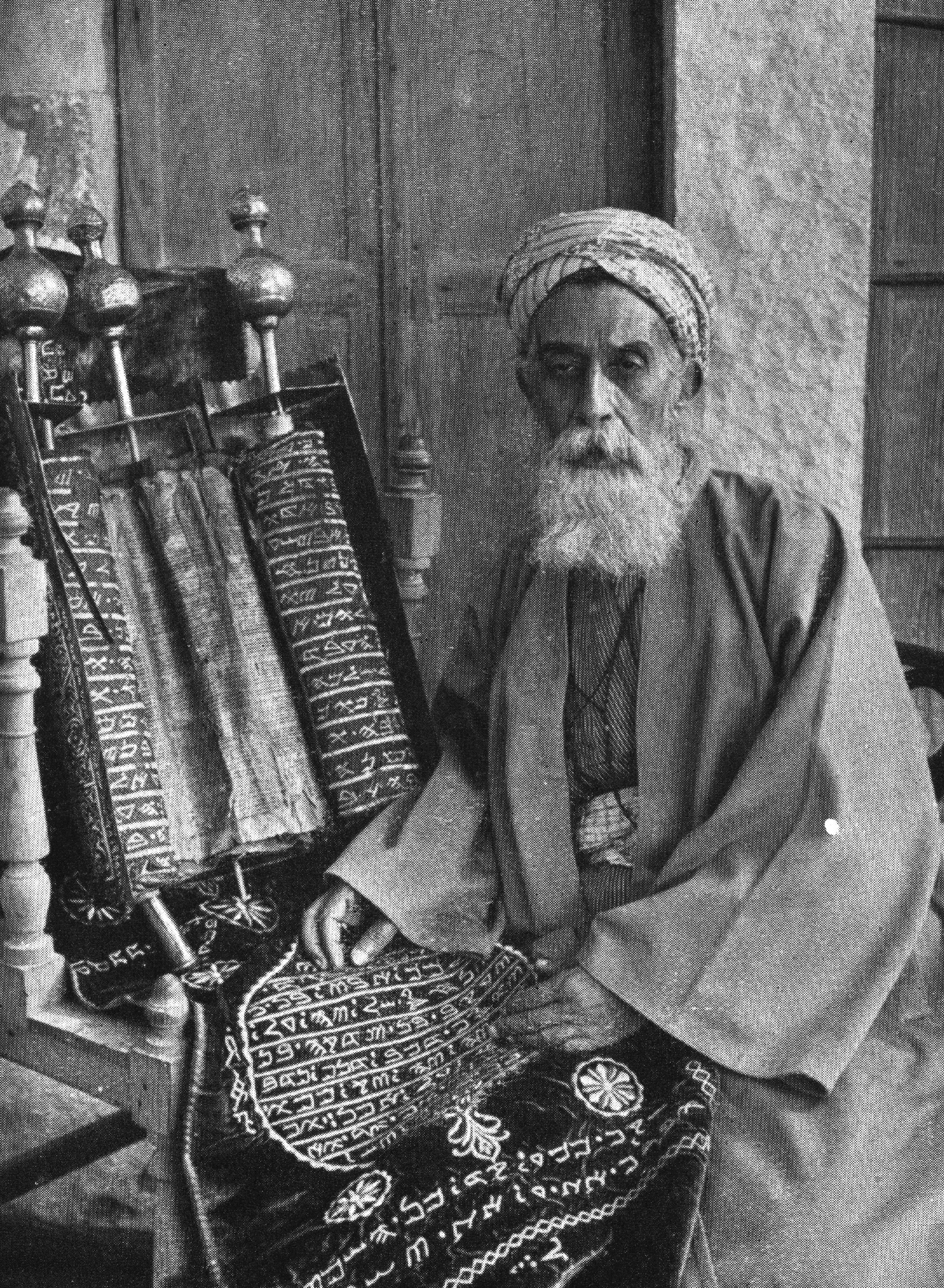
Grand prêtre samaritain de Naplouse devant un Sefer Torah samaritain, vers 1920.

Dans le cadre de la Palestine mandataire instituée en 1920 par la Société des Nations et confiée au Royaume-Uni, les relations des Samaritains avec la communauté juive sioniste en développement (Tel Aviv est fondée en 1909, la Haganah en 1920, l'Agence juive en 1929) sont bonnes. À cette époque, les sionistes sont en général des juifs laïcs, peu intéressés par les disputes religieuses. Ils reconnaissent sans difficulté les Samaritains comme des juifs.

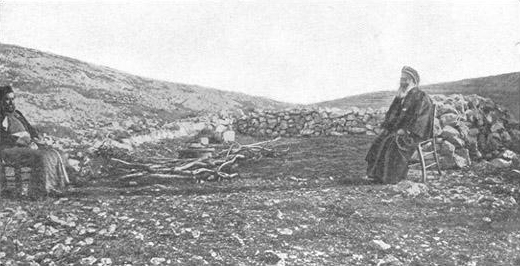
Samaritains sur le mont Garizim, vers 1900.

Sous l'influence d'Yitzhak Ben-Zvi (1884-1963), futur président d'Israël (de 1952 à 1963) et grand ami des Samaritains, une école moderne financée par la communauté juive est établie pour les Samaritains sous le mandat britannique, permettant le début d'une « modernisation » culturelle de la communauté, et favorisant son rétablissement économique. Ben-Zvi convainc aussi les Samaritains d'accepter de conclure certains mariages avec des juives (sous réserve que celles-ci deviennent samaritaines). Ces mariages mixtes restent très peu nombreux. Malgré ces bonnes relations, les Samaritains restent réservés face au projet sioniste tout au long du mandat britannique sur la Palestine (1922-1948). Selon les mots d'un grand-prêtre de la fin des années 1930, « Je ne suis pas l'ennemi de ce que les Juifs aient de nouveau leur propre royaume. Je suis fâché qu'ils doivent s'installer sur la terre qui est Israël, qui n'a jamais été à eux ». L’Israël ici cité est l'ancien royaume d'Israël, ou de Samarie, qui couvrait le nord de la Palestine mandataire d'alors, et dont les Samaritains se considèrent comme les descendants. L'attitude officielle fut cependant en général moins hostile, pouvant même aller jusqu'à un « prudent encouragement ».

## La religion des Samaritains
Comme pour le judaïsme, les Samaritains ont eu des schismes et des disputes religieuses, mais qui sont mal connus. Il n'existe aujourd'hui plus qu'un seul courant religieux.

### Théologie et textes sacrés

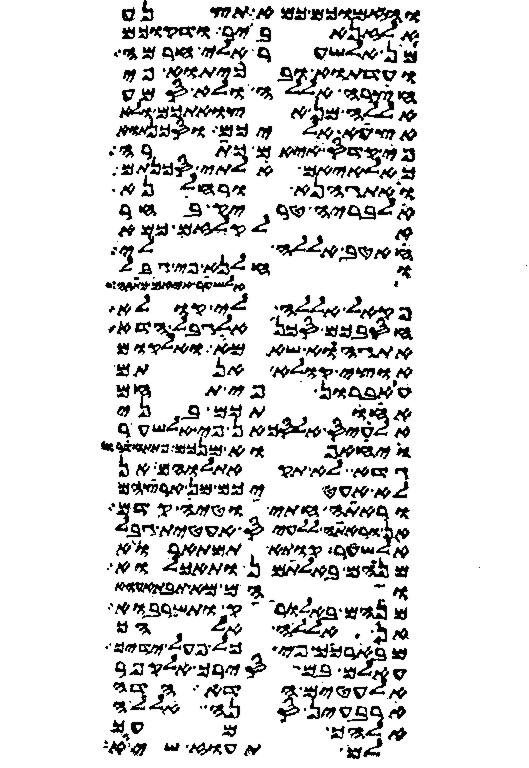
Un exemple d'hébreu samaritain (ici un pentateuque).

Les Samaritains n'acceptent que l'autorité de l'Hexateuque (pentateuque mosaïque et Livre de Josué). Ils refusent les autres livres de la Bible juive et sa tradition orale (telle qu'exprimée dans la Mishna et les Talmuds). Leur pentateuque est en substance identique à celui des Juifs, mais il s'écrit en hébreu samaritain avec l'alphabet samaritain, une variante de l'ancien alphabet paléo-hébraïque abandonné par les Juifs.
Au-delà de la langue, il existe des différences entre les deux versions du Pentateuque. Les plus importantes portent sur la situation du Mont Garizim comme principal lieu saint en lieu et place de Jérusalem. Les dix commandements de la Torah samaritaine intègrent ainsi en dixième commandement le respect du Mont Garizim comme centre du culte. Les deux versions des Dix commandements existant dans le Tanakh juif (celle du livre de l'Exode et celle du Deutéronome) ont été également uniformisées. Afin de conserver le nombre des commandements (dix), le 1er commandement juif (« Je suis l'Éternel (YHWH), ton Dieu, qui t'ai fait sortir du pays d'Égypte, de la maison de servitude ») est considéré comme une simple présentation, le premier commandement samaritain étant donc le second commandement juif : « Tu n'auras pas d'autres dieux devant ma face ». Pour les Samaritains, « les sages juifs ont fait de la présentation un commandement pour maintenir le nombre de ceux-ci à dix (le nombre de commandements est mentionné dans l'Exode, 34.28), après avoir corrigé leur version en en retirant le dixième » relatif au mont Garizim.
Au-delà de ces différences fondamentales, il existe d'assez nombreuses différences portant sur des détails de rédaction entre la Torah samaritaine et la Torah Juive. Exception faite des divergences portant sur le mont Garizim, ces différences rendent le Pentateuque samaritain plus proche de la Septante que du texte massorétique.
« Quant à leurs croyances, les Samaritains pratiquent une religion qui se veut strictement mosaïque. Leur « credo » est fondé sur les cinq données suivantes :

1. L'unité et l'unicité de Dieu.

2. Moïse est le seul prophète.

3. Les Livres de l’Hexateuque sont les seuls inspirés, ce qui peut expliquer le rejet de l'ensemble de la littérature biblique et l'attachement au seul Hexateuque écrit en caractères samaritains, dérivant directement de l'écriture phénicienne.

4. Le mont Garizim est le seul lieu choisi par Dieu pour y recevoir un sanctuaire, siège de sa sainteté, selon Dt 11, 9 et 27, 4 où les Samaritains lisent Garizim au lieu d'Ebal.

5. La résurrection des morts pour le Jugement dernier.

[Les Samaritains attendent] l'avènement du Taheb, le messie semblable à Moïse. Il vivra cent dix ou cent vingt ans et fondera un second royaume, qui durera des siècles. Ce sera le retour de la Rahouta [la période de la faveur divine]. »
Les Samaritains ont également leur propre corpus de traditions et de livres saints pour interpréter le Pentateuque. On y trouve ainsi un livre de prières et de chants, le Defter, qui joue un rôle important dans la liturgie. On y trouve surtout le Memar (enseignement) « qui est plus proche qu'aucun autre livre excepté le Pentateuque du cœur du samaritanisme ». Ce dernier livre a été écrit en araméen samaritain par Marqah (Marcus), un philosophe samaritain du IVe siècle de l'ère chrétienne, et montre une forte influence de la philosophie grecque. Le livre est très divers et comprend une exégèse biblique, des chants et des prières, une approche philosophique des questions religieuses et enfin une théologie.
On peut enfin ajouter le livre des chroniques (Sefer ha-Yamim), œuvre historique mais avec un certain contenu religieux.

### Le culte et le clergé
Les Samaritains ne reconnaissent pas la centralité du temple de Jérusalem, et ont leur propre lieu saint, près de l'actuelle Naplouse, sur le mont Garizim. On ne connaît pas la date à laquelle les Samaritains ont sanctifié le mont Garizim. Celui-ci n'était pas en tout cas au centre de l'ancienne religion des Israélites du royaume de Samarie, qui avaient de multiples sanctuaires. La construction sur le mont d'un temple rival de celui de Jérusalem, symbole de la centralité du mont Garizim, daterait d'un peu avant la conquête d'Alexandre le Grand, ou de juste après.
C'est autour du mont Garizim que doit résider le grand-prêtre samaritain. Celui-ci est choisi au sein de la famille (ou « maison ») sacerdotale « qui est supposée descendre du fils de Aaron, frère de Moïse. […] La personne la plus âgée de la famille […] est habituellement désignée pour être le grand-prêtre de la communauté entière. Dans la religion samaritaine, […] les membres de la famille sacerdotale ne doivent pas travailler, excepté dans les domaines religieux, et le reste des familles samaritaines les aident économiquement […]. Mais de nos jours, […] le nombre des membres de la famille sacerdotale est devenu important [28 % de la communauté en 2003], comparé au reste des Samaritains. […] Les membres de la famille sacerdotale ont commencé à chercher du travail comme n'importe quel autre Samaritain. […].

La famille sacerdotale fournit […] [aussi], le chef des prières (Imam), et les professeurs qui enseignent la langue samaritaine antique (hébreu) » ».
Il existe des prêtres opérant sous l'autorité du grand-prêtre. La communauté de Holon (Israël) a ainsi son propre prêtre.
Un grand-prêtre héréditaire existait dans le judaïsme du Second Temple de Jérusalem, mais l'institution sacerdotale a été abandonnée après la destruction de celui-ci, les rabbins restant les seuls responsables religieux.
Pendant la semaine, les prêtres portent des turbans rouges. Lors du Shabbat, ils portent des turbans blancs.
Les Samaritains n'ont pas de synagogue au sens juif, même s'ils utilisent facilement le terme. Ceux qui vivent à Holon ont un lieu de prière, mais qui n'a pas la même sacralité que leur centre cultuel du mont Garizim.

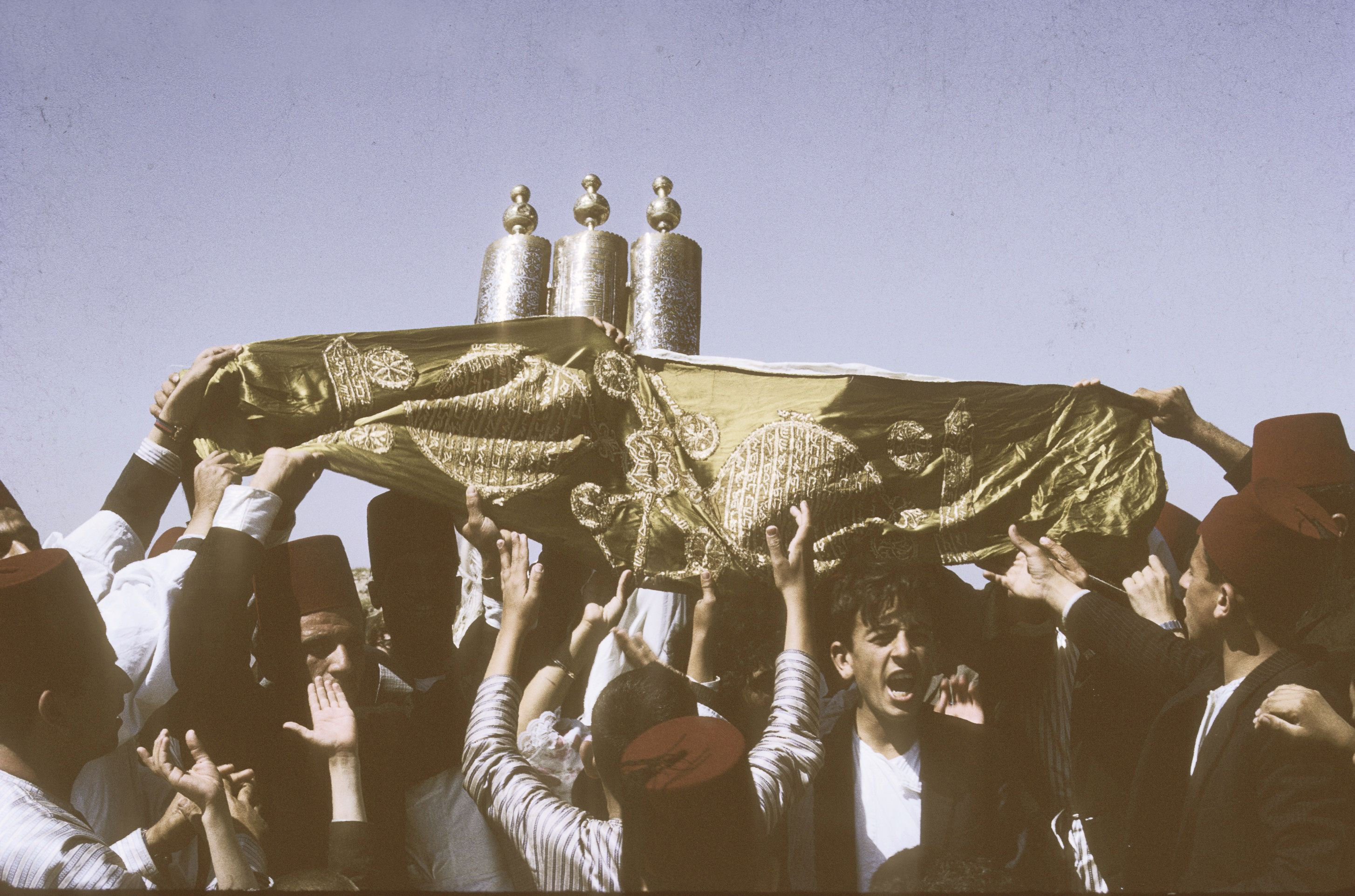
Croyants samaritains célébrant le don de la Torah sur le mont Garizim près de Naplouse 1984 De la collection Dan Hadani La Bibliothèque nationale d'Israël

« Les enterrements ont lieu au sommet du mont Garizim, ou dans la section samaritaine du cimetière de Kiriat Shaul, à Tel Aviv ».

### Fêtes religieuses
Les Samaritains ne célèbrent pas bon nombre de fêtes religieuses juives, qui ne sont pas prescrites par le pentateuque. Leur fête religieuse principale est la fête de Pâque. Contrairement aux Juifs qui l'ont abandonné, les Samaritains ont conservé le sacrifice de l'agneau pascal, normalement effectué la veille de Pâque, sur le mont Garizim.
La pâque n'est cependant pas leur seule fête, puisque « trois fois par an, les pèlerins israélites-samaritains visitent leur lieu saint sur le sommet du mont Garizim. Le septième jour de la pâque, qui est appelé le “festival des pains sans levain”, pour Chavouot (pentecôte) et le premier jour de la fête des tabernacles (Souccot) ». Ces trois pèlerinages correspondent étroitement aux trois principaux pèlerinages juifs, les Sheloshet Haregalim.
Au-delà des divergences sur les fêtes, il y a aussi des divergences sur le calendrier religieux. Celui-ci « remonte à la première année de l'entrée du peuple d'Israël en terre sainte […] [alors que] le calendrier hébreu juif […] a commencé la première année de la création. […] [ainsi par exemple, l']année […] 3641 dans le calendrier samaritain, […] [est] parallèle à l'année 5763 dans le calendrier juif et aux années 2002-2003 dans le calendrier civil ». De plus, les calculs de dates du calendrier samaritain se font sur la base d'un calendrier lunaire assez similaire au calendrier juif (alternance d'années de 12 ou 13 mois lunaires), mais dont les règles d'alternances sont différentes. Les célébrations samaritaines tombent donc parfois aux mêmes dates que les célébrations juives équivalentes, mais peuvent aussi en être décalées de quelques jours ou d'un mois. Les mois sont numérotés, et n'ont pas de nom, contrairement au calendrier juif. Pour un exemple des fêtes, des célébrations et de leurs dates, voici la liste des fêtes religieuses de 2002 :
| Fête samaritaine                                                                          | Date samaritaine                       | Fête juive équivalente                             | Date juive                                         |
| ----------------------------------------------------------------------------------------- | -------------------------------------- | -------------------------------------------------- | -------------------------------------------------- |
| 1. Sacrifice de pâque                                                                     | vendredi 26 avril 2002                 | Abandonnée par les Juifs à l'époque de Gamaliel II | Abandonnée par les Juifs à l'époque de Gamaliel II |
| 2. Pâque                                                                                  | samedi 27 avril 2002                   | Pessa'h                                            | jeudi 28 mars 2002                                 |
| 3. Sept jours des pains sans levain (Matzoth)                                             | samedi 27 avril au vendredi 3 mai 2002 | Sept jours de Pessa'h, ou 'Hag Hamatzot            | jeudi 28 mars 2002 au mercredi 3 avril 2002        |
| 4. Le jour saint du pain sans levain. Le premier pèlerinage sur le sommet du mont Garizim | vendredi 3 mai 2002                    | Septième jour de Pessa'h                           | mercredi 3 avril 2002                              |
| 5. Jour Mémorial du Sinaï la remise des Dix commandements                                 | mercredi 12 juin 2002                  | Chavouot                                           | vendredi 17 mai 2002                               |
| 6. Le jour saint de la pentecôte le second pèlerinage                                     | dimanche 16 juin 2002                  | Chavouot                                           | vendredi 17 mai 2002                               |
| 7. Le festival du septième mois                                                           | dimanche 6 octobre 2002                | Roch Hachana Le nouvel an juif                     | vendredi 6 septembre 2002                          |
| 8. Le jour de l'expiation (jeûne)                                                         | mardi 15 octobre 2002                  | Yom Kippour                                        | lundi 16 septembre 2002                            |
| 9. Le jour saint des tabernacles le troisième pèlerinage                                  | dimanche 20 octobre 2002               | Souccot                                            | samedi 21 septembre 2002                           |
| 10. Les 7 jours de Souccot                                                                | dimanche 20 au samedi 26 octobre 2002  | Hol hamoëd                                         | samedi 21 au vendredi 27 septembre 2002            |
| 11. Le festival du huitième jour joie de la Torah                                         | dimanche 27 octobre                    | Chemini Atseret Sim'hat Torah                      | samedi 28 septembre 2002                           |

Les Samaritains partagent donc avec les Juifs la plupart des fêtes prescrites dans la Bible, mais ils n'observent ni les célébrations instaurées après l'exil de Babylone, ni les commémorations typiquement judéennes comme les quatre jeûnes.

### Autres pratiques

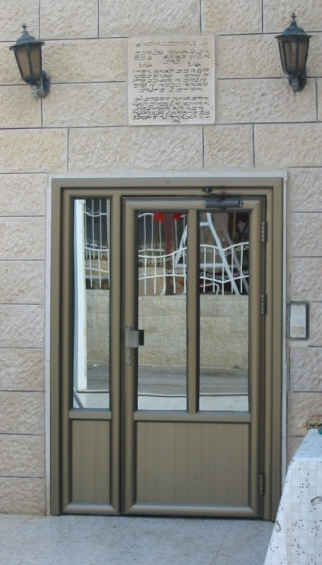
Une mezuzah au-dessus d'une porte samaritaine, plus grande qu'une mezuzah juive.

La Menorah est considérée par les Samaritains comme leur symbole national.

Au-delà de leurs croyances, de leurs fêtes et de leurs modalités de culte, les Samaritains insistent particulièrement sur 4 pratiques :
1. Vivre près du mont Garizim (ce qui est remis en cause par l'installation d'une partie de la communauté en Israël).
2. La participation obligatoire de toute la communauté au sacrifice de Pâque, sur le mont Garizim. Cette obligation posa de nombreux problèmes aux Samaritains d'Israël entre 1949 et 1967, lorsque la Cisjordanie était sous autorité Jordanienne et que les frontières étaient fermées. Le roi Hussein et Israël autorisaient normalement la traversée de la « ligne verte » à Pâque.
3. La célébration du Shabbat (y compris l'interdiction d'allumer la lumière pendant le Shabbat).
4. Le respect des règles de pureté prescrite par la Torah, pour lesquelles les Samaritains ont une interprétation souvent plus stricte. Ainsi, par exemple, les Samaritains interprètent les règles du Lévitique 12 comme imposant l'isolement de la femme lors de ses menstruations ou après une naissance[68]. Le judaïsme demande plus simplement à la femme de s'isoler de son époux.

Les Samaritains utilisent des mezouzot d'un type particulier, beaucoup plus grosses que les mezouzot juives, mais refusent l'utilisation des phylactères, à la manière des anciens Sadducéens.
La Menorah est considérée par les Samaritains comme leur symbole national. L'étoile de David, par contre, n'est pas utilisée, car c'est un symbole spécifiquement juif dont il n'est pas fait mention dans la Bible. Il est semble-t-il apparu bien après la rupture entre Juifs et Samaritains.
La circoncision des enfants mâles est faite le huitième jour après la naissance, conformément au Lévitique.
Contrairement aux Juifs, pour lesquels le statut de Juif se transmet par les femmes, le statut de Samaritain se transmet par l'homme, ce qui a permis le développement récent et limité de mariages d'hommes samaritains avec des femmes extérieures à la communauté. « Il n'y a aucun rite samaritain de conversion. Ce qui est exigé, c'est seulement l'acceptation de la foi de la communauté et de son mode de vie ». Cette absence de rite de conversion semble d'ailleurs plus due à une totale absence de conversion aux époques historiques qu'à un quelconque « libéralisme ». Au contraire, le judaïsme admet les conversions dans certaines conditions précises, et a donc développé des procédures spécifiques. L'absence totale de conversions historiquement prouvées chez les Samaritains est confirmée par l'absence de procédure spécifique, par les graves problèmes de consanguinité que connaît la communauté et par la génétique : « la basse diversité […] suggère que le flux de gènes maternels dans la communauté samaritaine n'a pas été très élevé » (peu d'entrées de femmes dans la communauté). L'ouverture actuelle vers l'intégration de femmes « étrangères » au sein du groupe est donc une innovation religieuse remarquable, encore qu'elle ait peut-être aussi été pratiquée au premier millénaire avant l'ère chrétienne, selon une étude génétique de 2004.

### Relation avec le judaïsme
Les Samaritains ne sont pas reconnus comme juifs par les juifs orthodoxes en général et par le rabbinat israélien en particulier. Ce refus est fondé sur les accusations des Livres des Rois selon lesquelles les Samaritains sont d'origine non israélite (plus précisément, ils sont israélites par le père mais non par la mère, comme le confirme la génétique, or pour les juifs, la religion se transmet par la mère), et pratiquent une religion teintée de paganisme (cf. supra).[réf. souhaitée]

### Relation avec le christianisme
On note dans le Nouveau Testament, la parabole du bon Samaritain, ainsi que quelques autres allusions indiquant que Juifs et Samaritains ne se fréquentaient pas. Ces textes renvoient cependant plus à la relation entre le samaritanisme et le judaïsme qu'à la relation entre le samaritanisme et le christianisme. Par la suite, il a été indiqué plus haut que l'Empire byzantin (chrétien) avait persécuté les Samaritains, puis les avait pratiquement détruits à la suite de leur grande révolte du VIe siècle. Au-delà de ces relations politiques, l'influence religieuse du samaritanisme sur le christianisme ou l'inverse semble faible, voire nulle.[réf. souhaitée]

### Relation avec l'islam
Les Samaritains sont reconnus comme gens du Livre par l'islam, avec un statut (plus ou moins appliqué selon les époques) de dhimmi. Là aussi, les influences croisées semblent marginales. Le samaritanisme était déjà une religion résiduelle à l'avènement de l'islam, ce qui explique aisément une absence d'influence sur la nouvelle religion. Les Samaritains ayant par contre vécu quatorze siècles sous domination musulmane, une influence inverse était plus envisageable. Mais en pratique, si la culture arabo-musulmane a profondément marqué la culture des Samaritains en tant que peuple, la religion musulmane n'a pas laissé de traces mesurables sur la théologie ou les pratiques religieuses samaritaines.[réf. souhaitée]

## Les Samaritains aujourd'hui

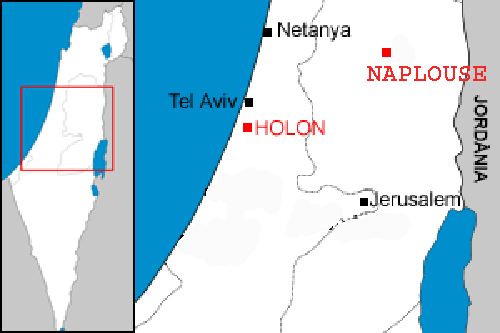
Carte des deux communautés samaritaines actuelles.

Une étude interne à la communauté indique que les Samaritains sont « 654 au 1er janvier 2003, sur lesquels 346 (179 hommes et 167 femmes) vivent à Holon en Israël, et 308 (165 hommes et 143 femmes) vivent à Naplouse, en Cisjordanie ». La communauté est très soudée. L'étude précédemment citée ne compte ainsi que 7 hommes et 15 femmes ayant quitté la communauté depuis 1938. La natalité est moyenne, impliquant une croissance démographique relativement lente : 2,2 à 2,3 enfants par famille. Cette croissance modérée est en partie due au fait que « Les Samaritains se marient à un âge plus avancé, comparé à leurs voisins ; l'âge moyen du premier mariage est de 31,3 ans pour les hommes et de 24,6 ans pour les femmes ». La communauté comptait 414 membres en 1969.
Après la guerre de 1948-1949, la frontière avec la Jordanie se ferma, rompant les relations entre les deux branches de la communauté. De 1951 à 1967, le roi de Jordanie autorisa cependant les Samaritains d'Israël à venir à Naplouse (la Cisjordanie était à l'époque annexée par la Jordanie) une fois l'an, pour la fête de Pâque. La quasi-séparation fut particulièrement mal vécue par une communauté minuscule déjà au bord de la disparition.

### Les Samaritains de Naplouse (Cisjordanie)

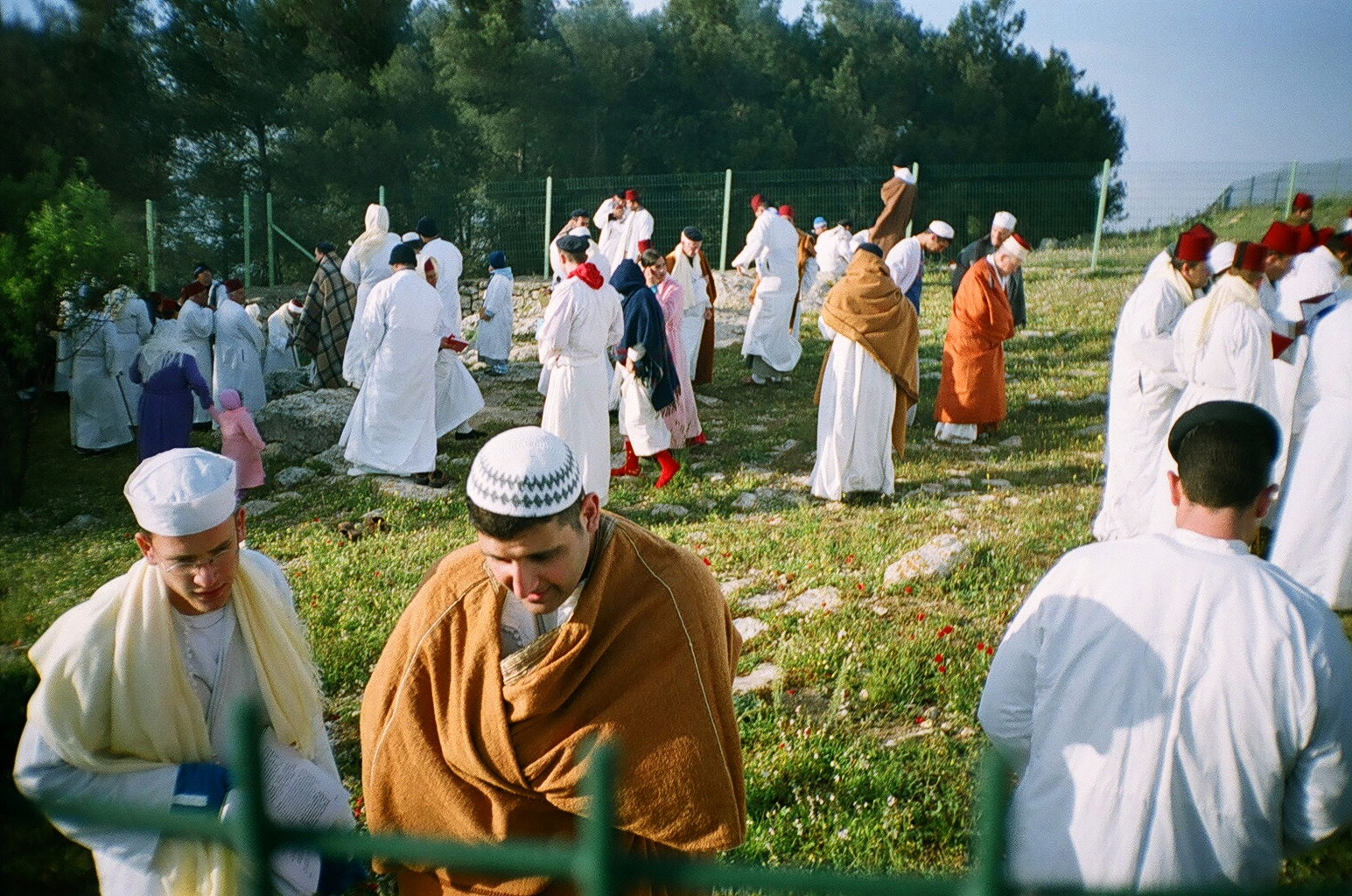
Samaritains sur le mont Garizim.

Les Samaritains vivaient quasiment tous, il y a une centaine d'années, dans un quartier de Naplouse.
Le roi Hussein de Jordanie acheta des terres sur le mont Garizim, qu'il remit à la communauté samaritaine. Celle-ci y construisit un village du nom de Kiryat Luza. La zone est le centre de la vie spirituelle de toute la communauté. À ce titre, le grand-prêtre y réside. Pour les Samaritains, la décision de Hussein de Jordanie a donc été particulièrement importante et positive. Le village se trouve près de la ville de Naplouse (l'ancienne Shechem), en Cisjordanie. On y compte des habitations, un centre communautaire, une synagogue. Tous les habitants Samaritains de Naplouse ne vivent pas à Kiryat Luza. Sous la pression des deux Intifada, beaucoup se sont cependant installés dans la zone plus calme du Mont Garizim.

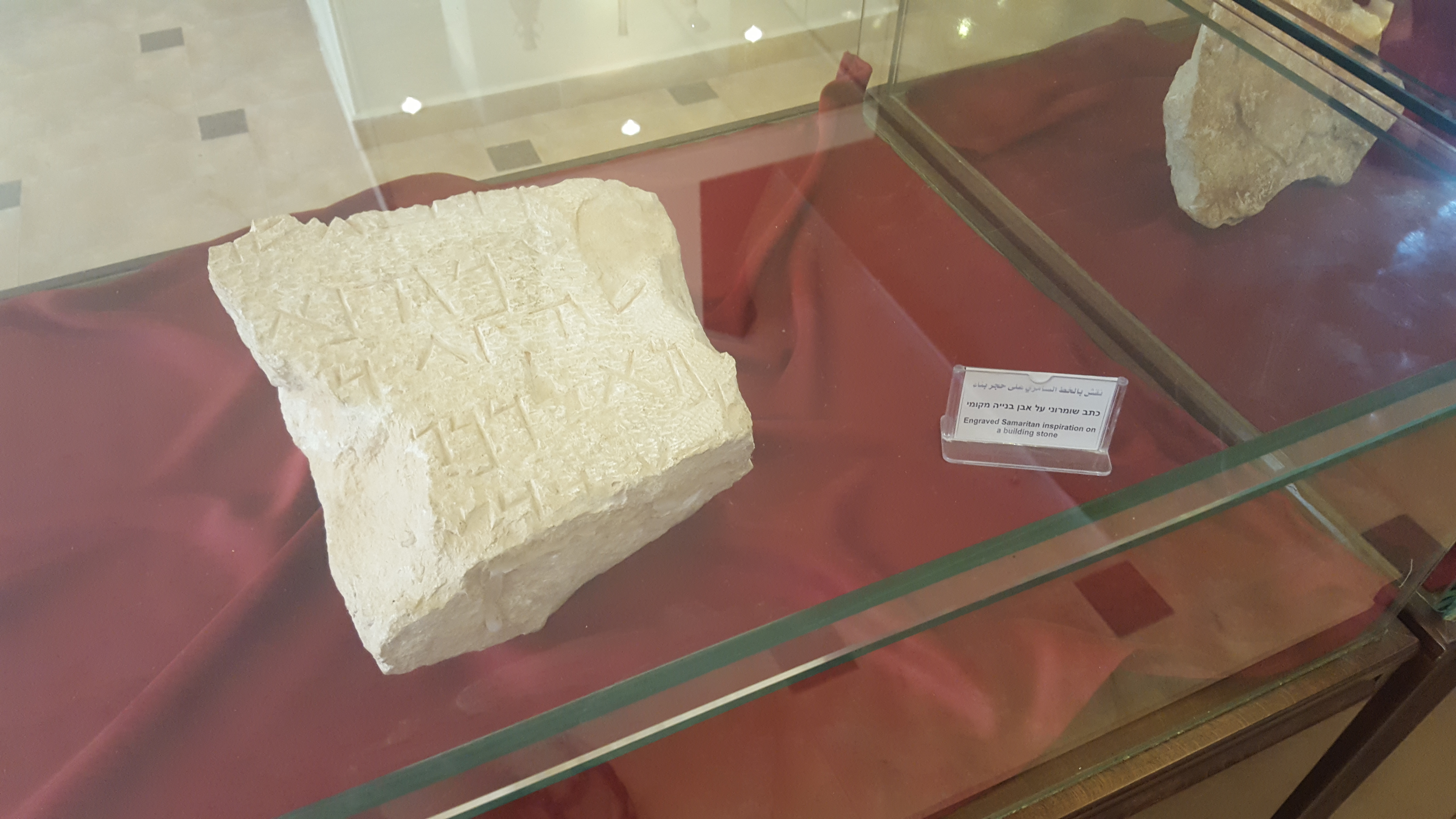
Inscription samaritaine sur une pierre de construction, musée samaritain, Naplouse

Les Samaritains de Cisjordanie parlent arabe dans la vie quotidienne, et utilisent une forme particulière d'hébreu pour la liturgie religieuse : l'hébreu samaritain.
Après la guerre des Six Jours, l'administration militaire israélienne de la Cisjordanie, sous la pression de la communauté des Samaritains israéliens, a mis en place une politique favorable aux Samaritains de Naplouse. Tout en en bénéficiant, ceux-ci ont pris bien soin de ne pas apparaître comme des collaborateurs aux yeux des autres Palestiniens, et jouent régulièrement un rôle d'intermédiaire entre la population de Naplouse et l'autorité militaire. Après l'éclatement des Intifada, les Samaritains ont tenté de préserver une certaine neutralité, tout en souffrant des troubles et des couvre-feux.
Shalom ben Amram ben Yitzhaq (Saloum Cohen, Salum Is'haq al-Samiri), par ailleurs grand-prêtre des Samaritains depuis 2001, a siégé, de 1996 à sa mort le 9 février 2004, au sein du Conseil législatif palestinien (parlement de l'Autorité palestinienne), les Samaritains y bénéficiant d'un siège réservé. Pour les élections de 2006, ce siège a été supprimé, seuls les sièges réservés aux chrétiens ont été maintenus.

### Les Samaritains à Holon (Israël)

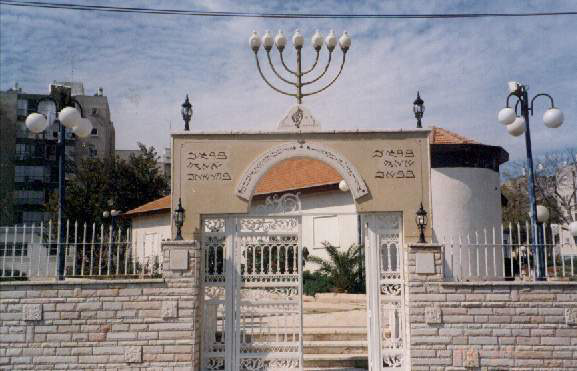
La « synagogue » des Samaritains de Holon.

À partir de 1905 quelques familles s'installèrent dans la zone côtière d'Israël, originellement à Jaffa, sous la direction de l'entrepreneur Abraham ben Marhiv Tsedaka. Celui-ci, qui a fait sortir la communauté de son isolement géographique et l'a ouverte sur de nouvelles opportunités économiques, a été appelé « la figure samaritaine la plus importante de ce siècle » par le journal samaritain A.B. - The Samaritan News. Certains se réfugient à Naplouse pendant la guerre de 1947-1949.
D'autres Samaritains commencent à venir s'installer en Israël dès 1951, dans le cadre d’un programme de réunification des familles validé par la Jordanie et Israël.
En 1955, sept ans après la création de l'État d’Israël, plusieurs familles à la recherche de travail s'installèrent à Holon, au sud de Tel-Aviv, dans un quartier « établi avec la coopération du défunt Président Yitzhak Ben-Zvi et du défunt Yefet B. Avraham Tsedaka, chef des Samaritains extérieurs à Naplouse ».
« Vers la fin des années 1950, une centaine de Samaritains ont quitté la Cisjordanie pour Israël aux termes d'un accord avec les autorités jordaniennes. Ils ont vécu dans […] la région de Tel Aviv, […] puis sont allés à Holon […] en 1965 ».
Progressivement, leur petit groupe a augmenté, et ils comptent environ 350 membres en 2005. Ils vivent autour de leur lieu de culte, rue Ben Amram (du nom du père de Moïse), dans un pâté de maisons qui se trouve le long de l'artère principale de la ville. Leur niveau de vie et leur niveau d'éducation s'avère plus important que celui des Samaritains de Cisjordanie.
Les Samaritains de Holon se sont nettement acculturés à la société israélienne, tout en conservant très fortement leurs spécificités religieuses. Ils parlent hébreu dans la vie quotidienne, mais utilisent toujours l'hébreu samaritain pour la liturgie religieuse. Ils « servent dans l'armée israélienne […], excepté ceux qui sont de la famille sacerdotale, parce que leur religion leur interdit de servir dans l'armée, comme les juifs religieux ».
C'est la communauté de Holon qui a créé en 1969 A. B. - The Samaritan News, le premier journal samaritain.

### Organisation et rapport avec Israël
D'un point de vue religieux, les Samaritains sont dirigés par un grand-prêtre résidant à Naplouse. Les prêtres affirment descendre de la tribu sacerdotale de Levi. Après la guerre de 1967, les deux communautés, celle de Naplouse et celle de Holon, ont créé chacune un conseil élu de sept membres. Ces deux conseils s'occupent des affaires civiles de la communauté, et de l'interface sur ces sujets avec les autorités officielles, palestiniennes et israéliennes.
Au plan familial, les Samaritains sont organisés en huit « maisons » patriarcales, dont quatre sont dérivées d'une grande « maison » originelle, les Danafis, originaire de Damas, deux autres “maisons” venant de la “maison” Marchiv, dont les origines sont à Gaza et Sarafend (Tzrifin), sur la route Tel Aviv - Ramleh ». Les 8 « maisons » sont Dom Kaplanski (la maison sacerdotale), Tsedaka Hatsafari, Altif Danafi, Marchiv Marchivi, Sassoni-Sirrawi Danafi, Yehoshua Marchivi, Meshallema Danafi, Shalabi Danafi. Ces deux dernières sont résiduelles, puisqu'elles ne comptaient qu'une personne chacune en 2003. L'appartenance à une « maison » est transmise par le père, et est censée renvoyer à une tribu particulière de l'ancien royaume d'Israël. Comme dans beaucoup de sociétés traditionnelles, les anciens y ont un poids particulier, mais ce ne sont pas des instances de pouvoir officielles, avec la particularité que les fonctions religieuses sont réservées à la famille sacerdotale, dont l'homme le plus âgé est normalement désigné comme grand-prêtre.
| Maisons actuelles      | Maisons d'origine | Origine revendiquée des maisons | Holon | Naplouse | Total |
| ---------------------- | ----------------- | ------------------------------- | ----- | -------- | ----- |
| Maison sacerdotale     |                   | Tribu de Lévi                   | 49    | 137      | 186   |
| Tsedaka Hatsafari      |                   | Tribu de Manassé                | 128   | 11       | 139   |
| Altif Danafi           | Danafis           | Tribu d'Éphraïm                 | 15    | 118      | 133   |
| Marchiv Marchivi       | Marchiv           | Tribu d'Éphraïm                 | 54    | 23       | 77    |
| Sassoni-Sirrawi Danafi | Danafis           | Tribu d'Éphraïm                 | 58    | 19       | 77    |
| Yehoshua Marchivi      | Marchiv           | Tribu d'Éphraïm                 | 40    |          | 40    |
| Meshallema Danafi      | Danafis           | Tribu d'Éphraïm                 | 1     |          | 1     |
| Shalabi Danafi         | Danafis           | Tribu d'Éphraïm                 | 1     |          | 1     |
|                        | TOTAL             |                                 | 346   | 308      | 654   |

La majorité des mariages traditionnels se font au sein de la même « maison », ce qui n'améliore pas les graves problèmes de consanguinité que connaît la communauté : début 2003, 79 couples venaient de la même « maison », 51 venaient de 2 « maisons » différentes, et 14 incluaient une femme venant de l'extérieur de la communauté.

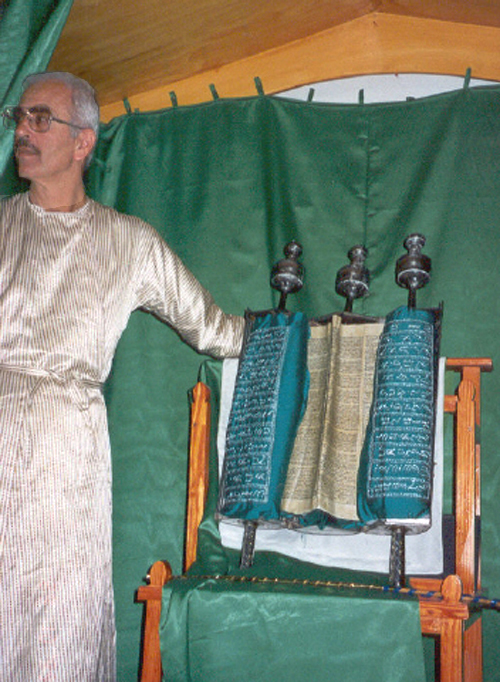
Un Samaritain et une Torah samaritaine.

Les Samaritains sont reconnus comme juifs par l'État d'Israël, qui leur ouvre le bénéfice de la loi du retour (attribution automatique de la nationalité aux Juifs et à leurs familles). Leur carte d'identité indique « Juifs samaritains » ou simplement « Juifs ». Ils ne sont cependant pas reconnus comme juifs par le rabbinat orthodoxe israélien. Les relations sont particulièrement mauvaises avec les juifs ultra-orthodoxes, qui les rejettent absolument. En 1992, il a même été envisagé de leur retirer le bénéfice de la loi du retour, sous la pression du Shass, un parti religieux ultra-orthodoxe. Mais la Cour suprême israélienne a confirmé en 1994 leur statut officiel de Juifs, donc bénéficiant de la loi du retour.
Les Samaritains eux-mêmes ne se considèrent pas exactement comme juifs (descendants des Israélites habitant le royaume de Judée), mais plutôt comme des Israélites (ou des Hébreux), descendants des habitants du royaume de Samarie. Ils reconnaissent les Juifs comme l'autre branche du peuple israélite.
Malgré les affrontements récurrents avec les religieux juifs ultra-orthodoxes, les Samaritains d'Israël sont progressivement devenus des Israéliens presque comme les autres.
Les Samaritains de Naplouse ont obtenu des papiers israéliens à la fin des années 1990, mais sans être de nationalité israélienne au sens strict. Ils continuent aussi à avoir des papiers palestiniens. Contrairement aux Samaritains d'Israël, dont l'identification à l'État est forte, le rapport à Israël et aux Palestiniens des Samaritains de Cisjordanie est plus ambigu, et peut varier d'une personne à une autre :
- La majorité tente d'affirmer sa neutralité.
- Quelques-uns font le choix d'Israël.
- D'un autre côté, le grand-prêtre Saloum Imran Ishak (Shalom ben Amram en hébreu), chef spirituel de la communauté des Samaritains d'Israël et des territoires palestiniens, vivant lui-même près de Naplouse, et décédé à 83 ans en 2004, était membre du Conseil national palestinien (CNP, Parlement) depuis 1996. En juillet 2002, des affrontements ont même opposé les Samaritains de Naplouse aux soldats israéliens, en protestation contre le blocus sécuritaire de la région[76].
- Cas extrême, la police israélienne a annoncé en 2004 avoir arrêté Nadar Tsedaka, un Samaritain de Cisjordanie entré dans les rangs du FPLP, une faction palestinienne armée. De fait, les groupes palestiniens, y compris le Hamas, les reconnaissent comme Palestiniens, même si en pratique, les papiers israéliens des Samaritains de Naplouse ont tendu la situation.

### Problèmes de consanguinité

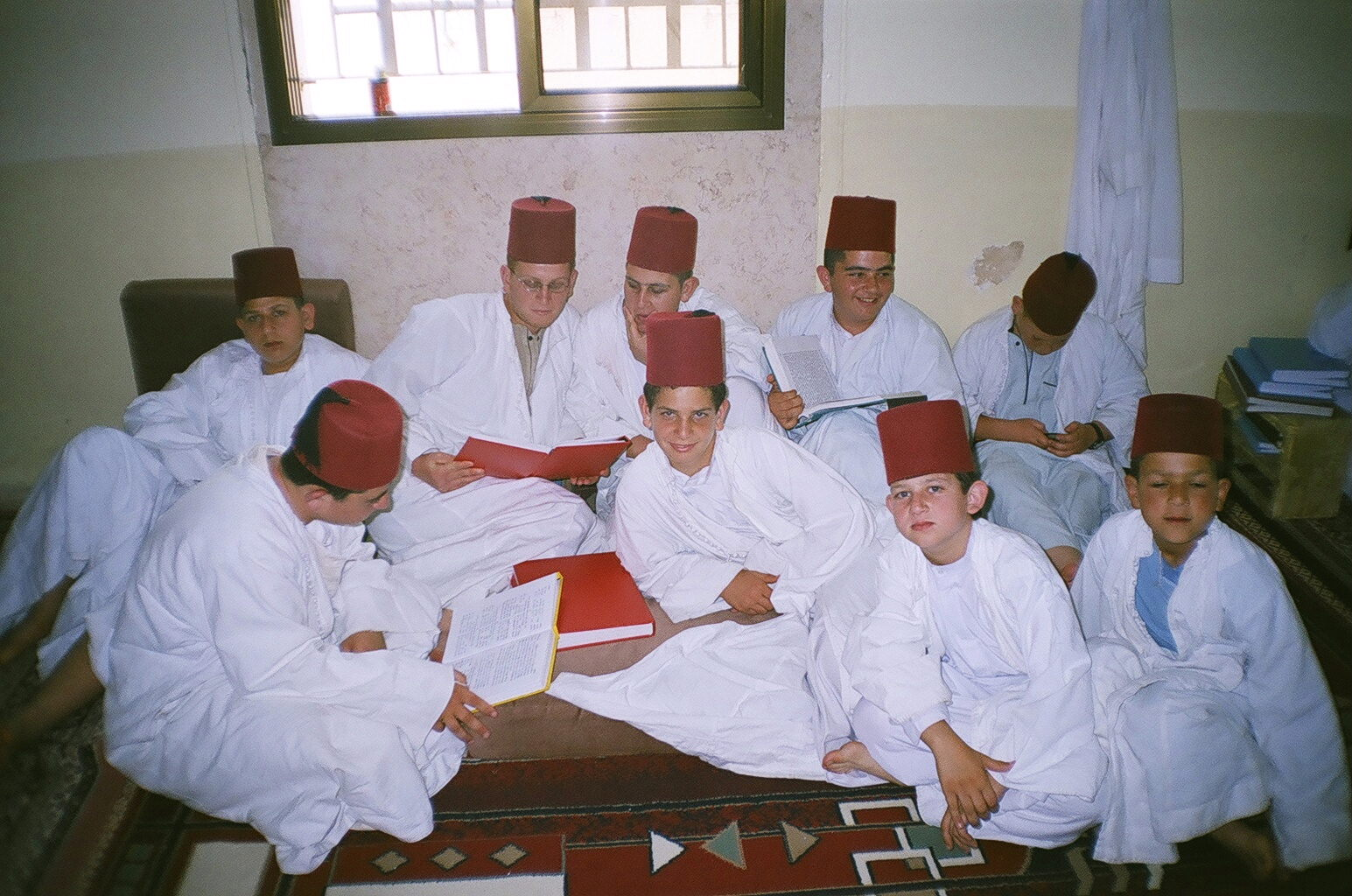
Jeunes Samaritains en 2006.

Les mariages « entre cousins produisent le coefficient d'endogamie le plus élevé enregistré pour quelque population que ce soit ». Aujourd'hui, les problèmes de consanguinité sont tels que la plupart des naissances sont précédées par des examens génétiques à l'hôpital Tel HaShomer, en Israël. Depuis les années 1920, les Samaritains acceptent d'inclure des femmes juives dans leur communauté, afin de résoudre ces contraintes. Mais même aujourd'hui, ces mariages posent problème, tant du point de vue des Juifs (le rabbinat israélien a le monopole sur le mariage de tout Juif en Israël, et il s'oppose aux mariages avec les Samaritains) que du point de vue des Samaritains, qui craignent la dissolution dans un ensemble juif bien plus important. Ces mariages sont donc peu nombreux, mais leur nombre augmente. Au 1er janvier 2003, 14 couples mixtes avec des maris samaritains (et dont les femmes ont rejoint la communauté) étaient recensés.
Le problème des anomalies génétiques étant aigu, une impulsion plus forte à cette politique de mariages mixtes a été donnée. Le grand-prêtre Eleazar ben Tsedaka a ainsi autorisé les mariages avec des femmes non juives (souvent russes) : « un chef doit penser au futur. […] le nombre des handicapés parmi nous atteint 12 %. […] C'est pourquoi j'ai publié une directive, indiquant qu'il est possible de prendre une épouse de n'importe quelle communauté, à condition que les femmes deviennent samaritaines avant le mariage ». À ce sujet, Haaretz indique que « devenir samaritain […] n'exige aucun processus spécial. Il n'y a aucun rite samaritain de conversion. Ce qui est exigé, c'est l'acceptation de la foi de la communauté et de son mode de vie », y compris les règles anciennes de pureté, lesquelles ne sont pas si faciles à accepter pour des femmes modernes.

## Liste des grands prêtres samaritains (depuis 1613)
Lignée d'Eleazar :
- 1613-1624 Shelemiah ben Pinhas

Lignée d'Itamar :

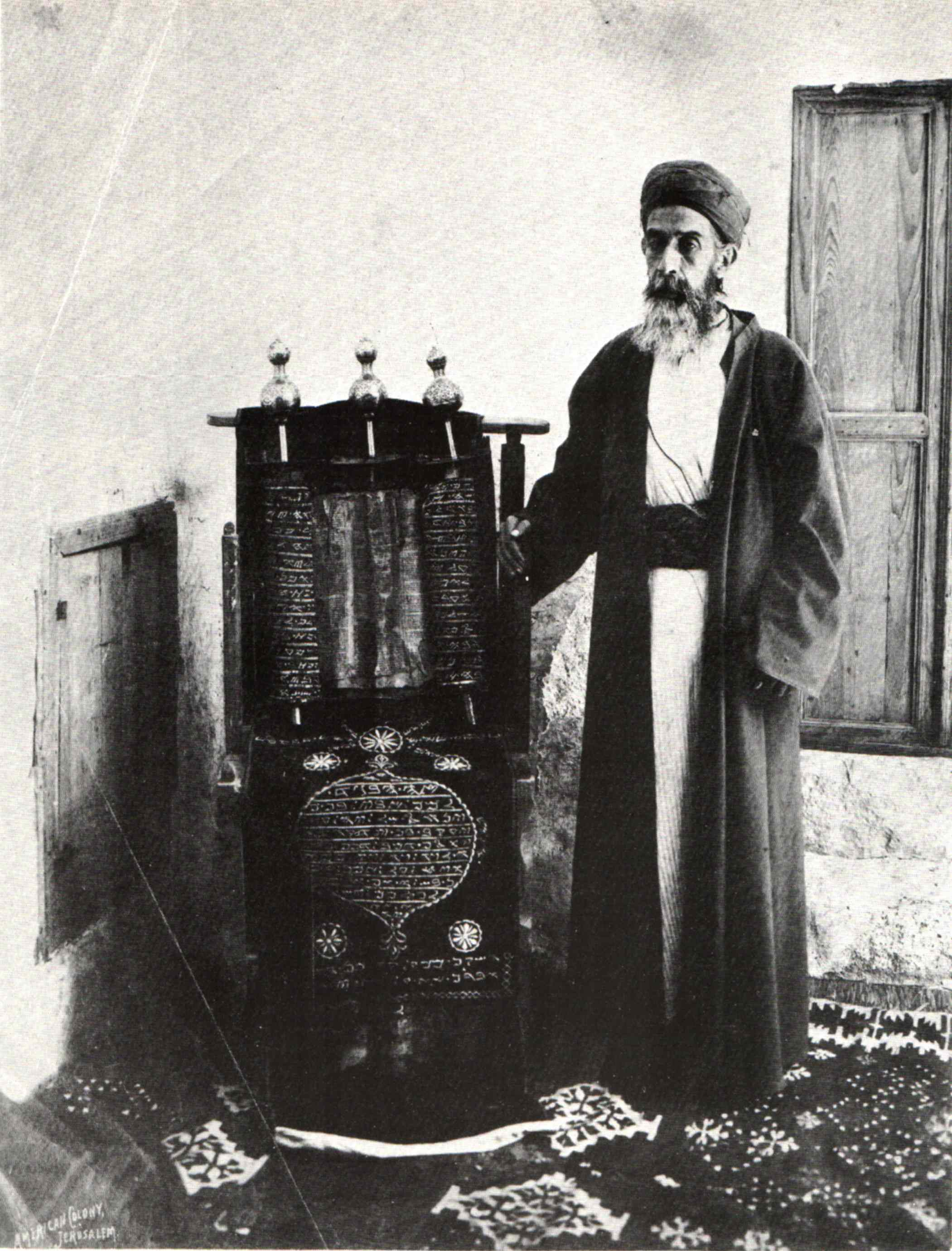
Yaacov ben Aaharon ben Shalma vers 1900

- 1624-1650 Tsedaka ben Tabia Ha'abta'ai
- 1650-1694 Yitzhaq ben Tsedaka
- 1694-1732 Abraham ben Yitzhaq
- 1732-1752 Tabia ben Yiszhaq ben Avraham
- 1752-1787 Levi ben Avraham
- 1787-1855 Shalma ben Tabia
- 1855-1874 Amram ben Shalma
- 1874-1916 Yaacov ben Aaharon ben Shalma
- 1916-1932 Yitzhaq ben Amram ben Shalma ben Tabia
- 1933-1943 Matzliach ben Phinhas ben Yitzhaq ben Shalma
- 1943-1961 Abrisha ben Phinhas ben Yittzhaq ben Shalma
- 1961-1980 Amram ben Yitzhaq ben Amram ben Shalma
- 1980-1982 Asher ben Matzliach ben Phinhas
- 1982-1984 Phinhas ben Matzliach ben Phinhas
- 1984-1987 Yaacov ben Ezzi ben Yaacov ben Aaharon
- 1987-1998 Yosseph ben Ab-Hisda ben Yaacov ben Aaharon
- 1998-2001 Levi ben Abisha ben Phinhas ben Yitzhaq
- 2001-2004 Shalom ben Amram ben Yitzhaq (Saum Is'haq al-Samiri)
- 2004-2010 Eleazar ben Tsedaka (considéré comme le 131e grand-prêtre samaritain)
- 2010-2013 Aahron ben Ab-Hisda ben Yaacov (5 février 1927-19 avril 2013)[78]
- 2013-… Aabed-El ben Asher ben Matzliach[78]